# Vittoria di Sassonia-Coburgo-Gotha (imperatrice)
Vittoria Sassonia-Coburgo-Gotha del Regno Unito (Vittoria Adelaide Maria Luisa; Buckingham Palace, 21 novembre 1840 – Schloss Friedrichshof, 5 agosto 1901) è stata una principessa reale britannica, regina di Prussia e imperatrice di Germania come moglie di Federico III di Germania.
Era la primogenita della regina Vittoria e di Alberto di Sassonia-Coburgo-Gotha. Mentre in famiglia era nota con gli appellativi di Pussy o Vicky (per distinguerla dalla madre), dopo la morte del marito fu conosciuta con l'appellativo di "Imperatrice Federico" (in tedesco: Kaiserin Friedrich).

## Biografia

### Principessa reale del Regno Unito

#### Infanzia ed educazione

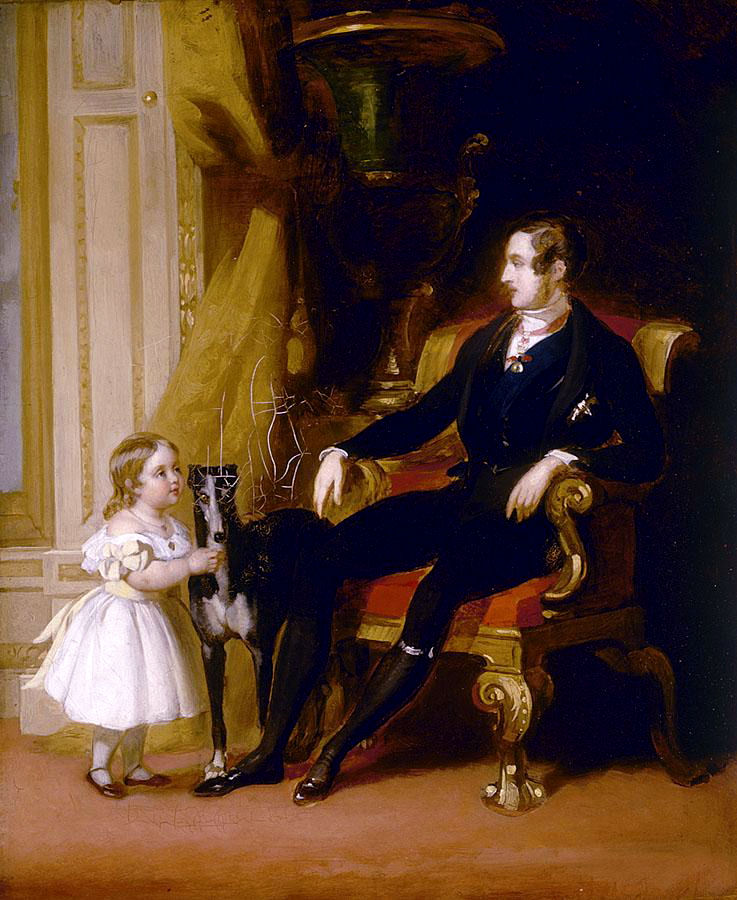
La principessa reale, suo padre e la cagnolina Eos

Nata nel 1840, la piccola Vittoria era la primogenita della regina Vittoria del Regno Unito e di suo marito, il principe Alberto. Ebbe dunque il titolo di principessa reale poco tempo dopo la sua nascita, il 19 gennaio 1841, e rimase erede presunta fino alla nascita di suo fratello, il futuro Edoardo VII, il 9 novembre seguente. La coppia reale decise di dare ai suoi figli un'educazione quanto più completa possibile. Di fatto, la sovrana britannica, che succedette a suo zio, il re Guglielmo IV, all'età di 18 anni, stimava che non era sufficientemente preparata al mestiere di sovrana. Dal canto suo, il principe Alberto, originario del piccolo ducato di Sassonia-Coburgo-Gotha aveva ricevuto, grazie a suo zio, il re dei Belgi Leopoldo I, un'educazione molto curata.
Poco tempo dopo la nascita di Vicky, il principe Alberto scrisse le sue memorie che riguardavano i compiti e i doveri di tutte le persone che intervenivano nell'educazione dei figli reali. Un anno e mezzo dopo, un altro documento di 48 pagine, scritto dal barone von Stockmar, intimo della coppia reale, scrisse in dettaglio i principi educativi ai quali dovevano essere sottomessi i piccoli principi. La coppia reale non aveva un'idea molto precisa della crescita di un bambino tanto che la regina Vittoria era, per esempio, convinta che se il suo bambino avesse succhiato braccialetti, ciò lo avrebbe portato a una scarsa istruzione.
Secondo Hanna Pakula, biografa della futura imperatrice tedesca, le prime due governanti della principessa erano dunque ben scelte. Esperta nei rapporti con i bambini, Lady Littleton diresse la nurserie da cui passarono tutti i figli della coppia reale, a partire dal secondo anno di vita della principessa. Diplomata, la giovane donna riuscì ad ammorbidire le domande in parte irreali della coppia reale. Dal suo canto, Sarah Anne Hildyard, seconda governante della bambina, era un'abile insegnante che sviluppò rapidamente un rapporto stretto con la sua alunna.
A partire dai diciotto mesi, Vicky ricevette lezioni di francese e a tre anni iniziò ad imparare il tedesco. A sei anni, il suo programma di studi comprendeva lezioni di aritmetica, di geografia e di storia. La sua giornata di studi, interrotta da tre ore di ricreazione, iniziava alle 8:20 per terminare alle 18:00. A differenza di suo fratello, il cui programma educativo era ancora più severo, la giovane bambina si rivelò essere un'eccellente alunna, sempre avida di conoscenze. Tuttavia non aveva qualità ed era anche testarda e ostinata.

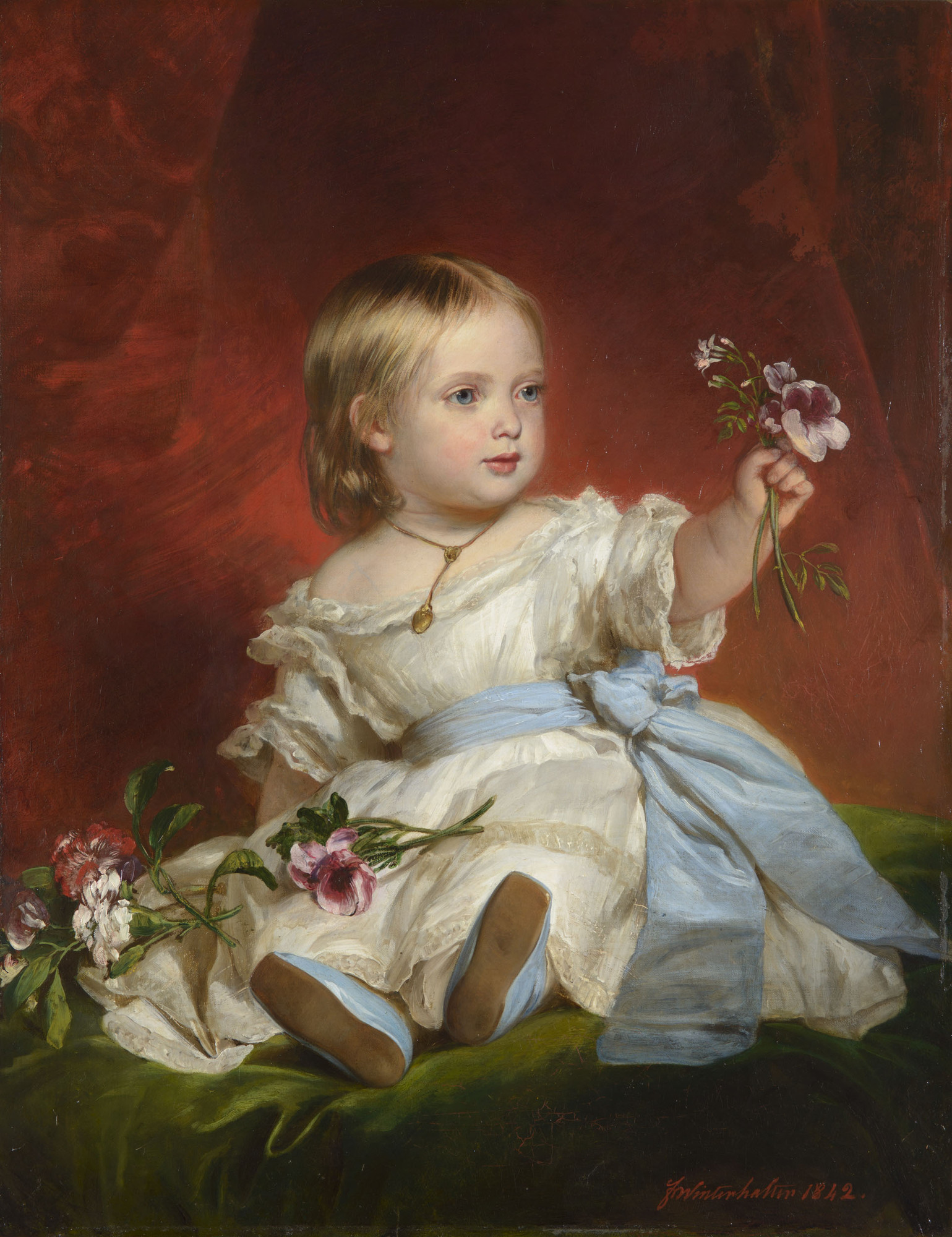
La principessa Vittoria nel 1842 da Franz
Xaver Winterhalter.

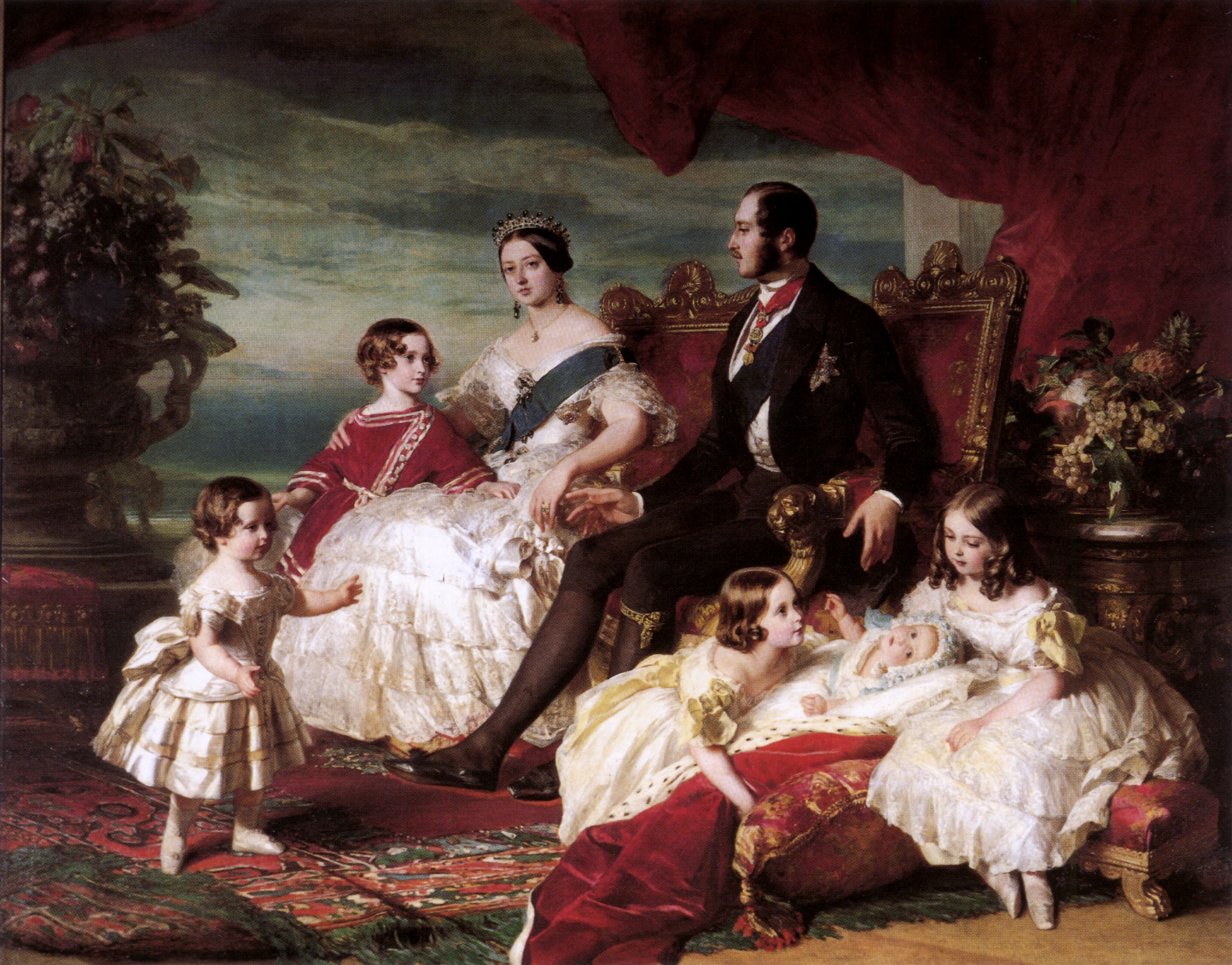
La famiglia reale britannica da Franz Xaver Winterhalter (1846).

La regina Vittoria e suo marito cercarono di tenere lontano i loro figli dalla vita di corte. La coppia acquistò dunque il palazzo di Osborne House, sull'Isola di Wight, che fu ristrutturata nello stile di una villa napoletana secondo i desideri del principe consorte. Nei pressi dell'edificio centrale, Alberto fece edificare, per i suoi figli, uno chalet d'ispirazione svizzera che aveva una piccola cucina e un'officina in miniatura. In questo luogo, i principi impararono il lavoro manuale e la vita pratica. Il principe Alberto era molto presente nell'educazione dei suoi figli. Seguì da vicino i progressi dei suoi figli, donando loro qualche lezione e passando molto tempo a giocare con loro.

#### Primo incontro con gli Hohenzollern

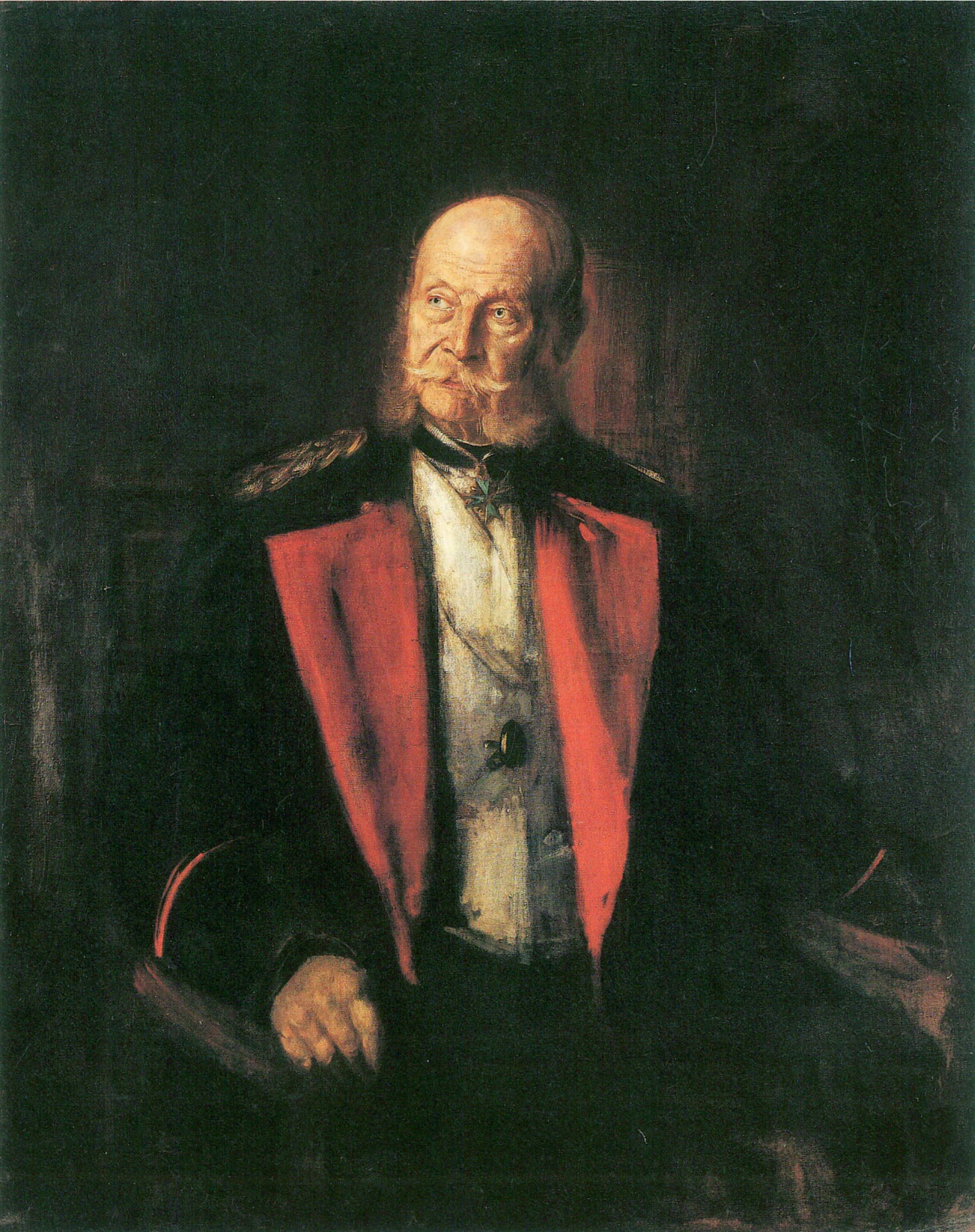
ritratto del principe Guglielmo di Prussia, futuro suocero di Vittoria (1886)

In Germania, il principe Guglielmo di Prussia e sua moglie, la principessa Augusta di Sassonia-Weimar-Eisenach, facevano parte delle personalità con cui la regina Vittoria e il principe Alberto erano alleati. La sovrana britannica era in contatto epistolare con la cugina dal 1846. Dopo la rivoluzione che scoppiò a Berlino nel 1848, i legami tra le due coppie reali si strinsero maggiormente fino a permettere all'erede al trono di Prussia di trovare rifugio per tre mesi alla corte britannica.
Nel 1851 Guglielmo visitò Londra con la moglie e i due figli (Federico e Luisa) in occasione dell'Esposizione universale. Per la prima volta, Vicky incontrò il suo futuro sposo e, malgrado la differenza d'età (lei aveva undici anni e lui diciannove), i giovani si intesero bene. Per favorire il contatto dei due adolescenti, la sovrana britannica e suo marito incaricarono Vicky di guidare Federico attraverso l'Esposizione; durante la visita, la ragazza rispondeva in un tedesco corrente al giovane. Anni dopo, il principe Federico insistette sull'impressione positiva d'innocenza, curiosità intellettuale e di bellezza naturale della principessina che lo rallegrarono durante la visita.

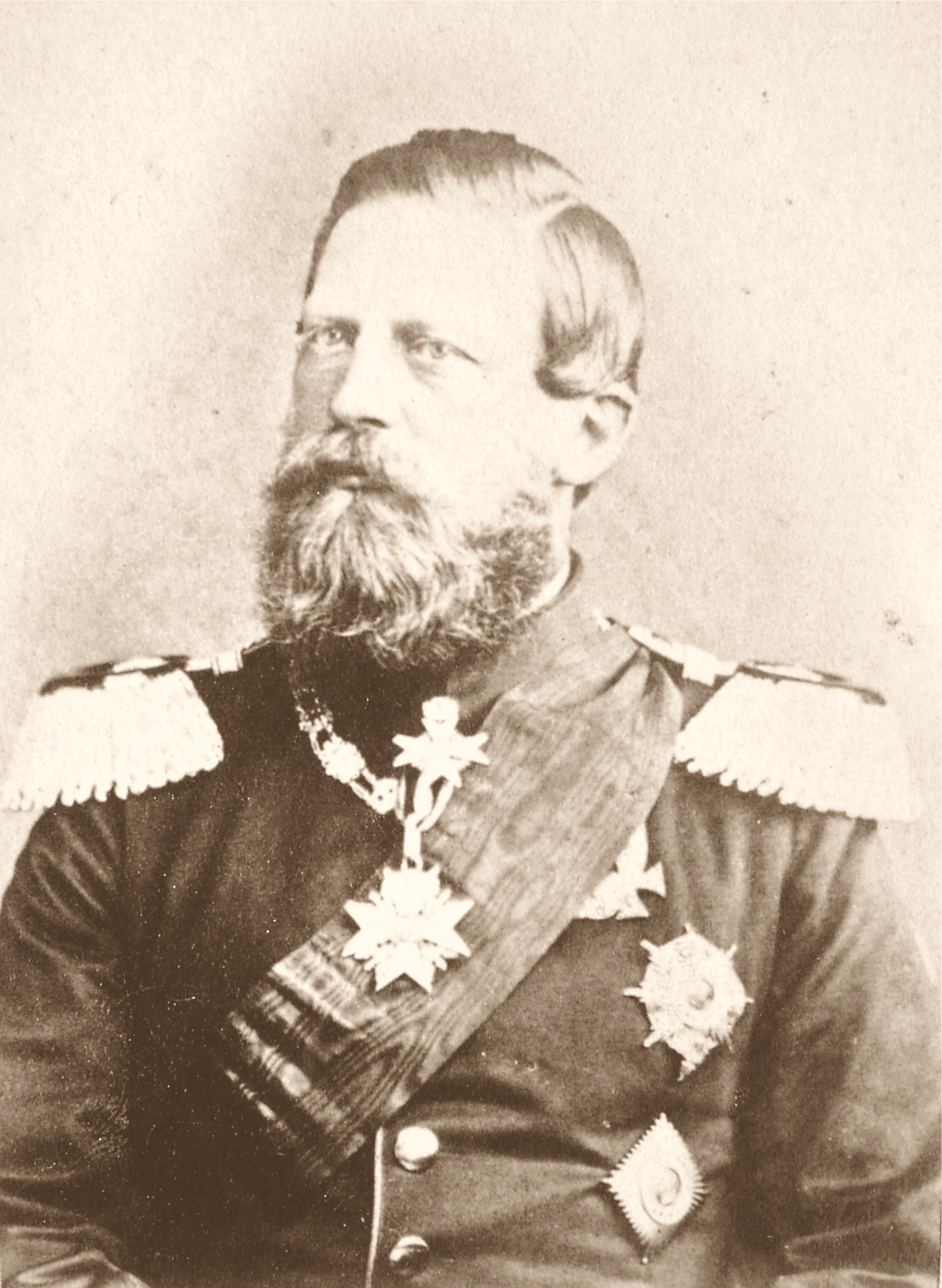
Il principe Federico di Prussia, futuro marito di Vittoria.

Il suo incontro con la piccola Vittoria non fu tuttavia il solo ad impressionare positivamente Federico durante le quattro settimane del suo soggiorno inglese. Il giovane prussiano trovò in effetti nel principe Alberto un interlocutore saggio che condivideva ed affermava le sue idee liberali. Federico era affascinato dalle relazioni che univano i membri della famiglia reale britannica. A Londra, la vita di corte era lontana dall'essere rigida e conservatrice come quella prussiana e Vittoria e suo marito crebbero i loro figli in un modo differente da quello di Guglielmo ed Augusta.
Dopo il ritorno di Federico in Germania, cominciò una stretta corrispondenza tra Vittoria e il giovane uomo. Ma, dietro questa nascente amicizia, si celava il desiderio della regina d'Inghilterra e di suo marito di tessere dei legami più stretti con la Prussia. In una lettera a suo zio, il re dei Belgi, la sovrana britannica trasmise anche il desiderio che l'incontro di sua figlia con l'erede presunto del trono prussiano portasse ad una relazione più stretta tra i due giovani

#### Fidanzamento con Federico di Prussia
Come Vicky, Federico ricevette un'educazione molto completa e soprattutto fu seguito dallo scrittore Ernst Moritz Arndt e dallo storico Friedrich Christoph Dahlmann. In linea con la tradizione degli Hohenzollern, ricevette una rigorosa formazione militare.

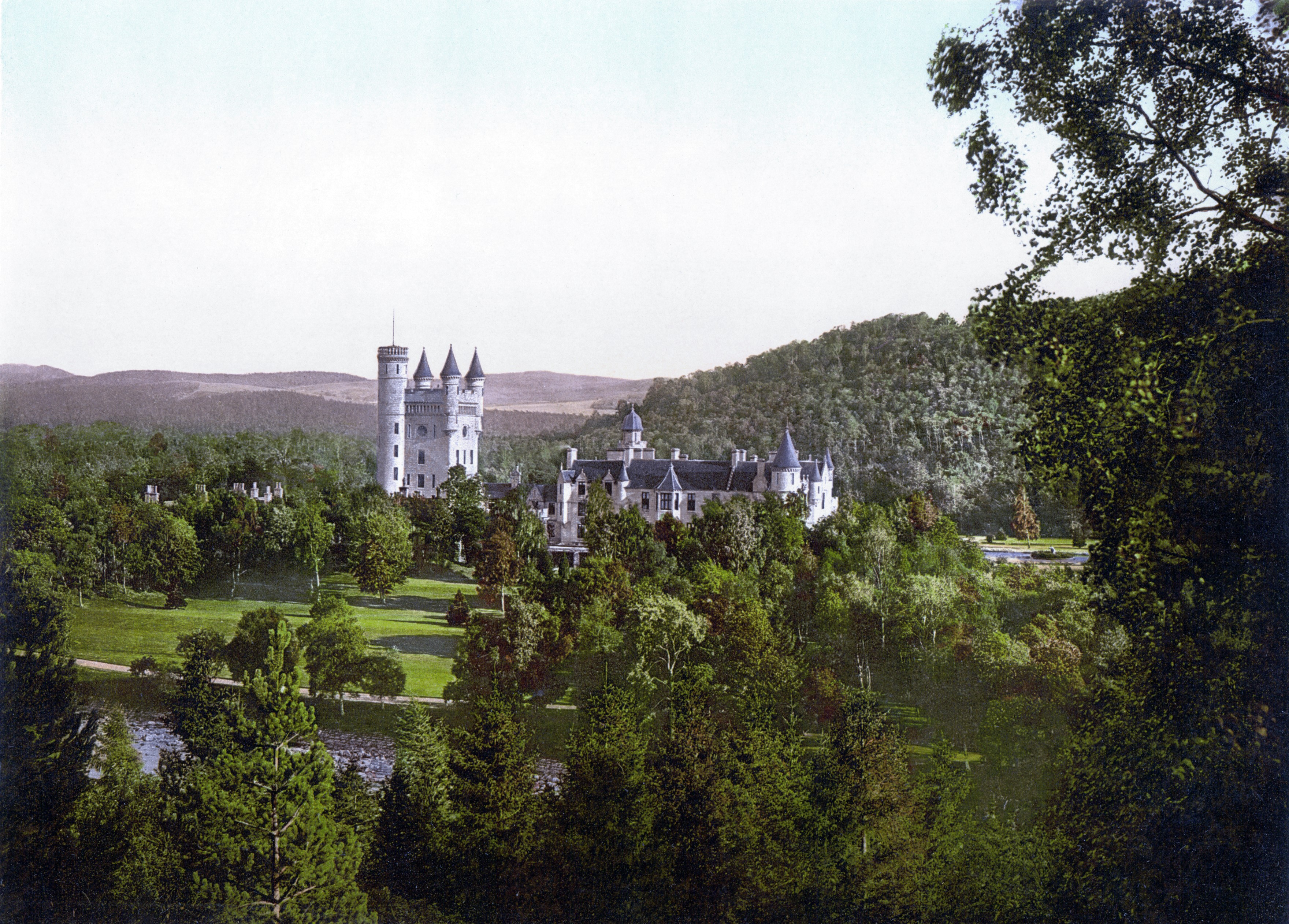
Il castello di Balmoral alla fine del XIX secolo.

Nel 1855 il principe Federico effettuò un ulteriore soggiorno in Gran Bretagna e rese visita alla sua famiglia in Scozia, al castello di Balmoral. Lo scopo del viaggio era quello di rivedere la principessa reale al fine di assicurarsi che lei costituisse, per lui, il miglior partito. A Berlino, questo viaggio in Gran Bretagna era lontano dall'avere un risvolto positivo. Di fatto, alla corte di Prussia, molte personalità preferivano vedere Federico concludere un'unione con una granduchessa russa. Il re Federico Guglielmo IV, zio del principe, del resto, autorizzò con riluttanza suo nipote a sposare una principessa inglese e dovette mantenere la sua approvazione segreta fino al fidanzamento formale, dato che sua moglie, la regina Elisabetta Ludovica di Baviera si mostrava anglofobica

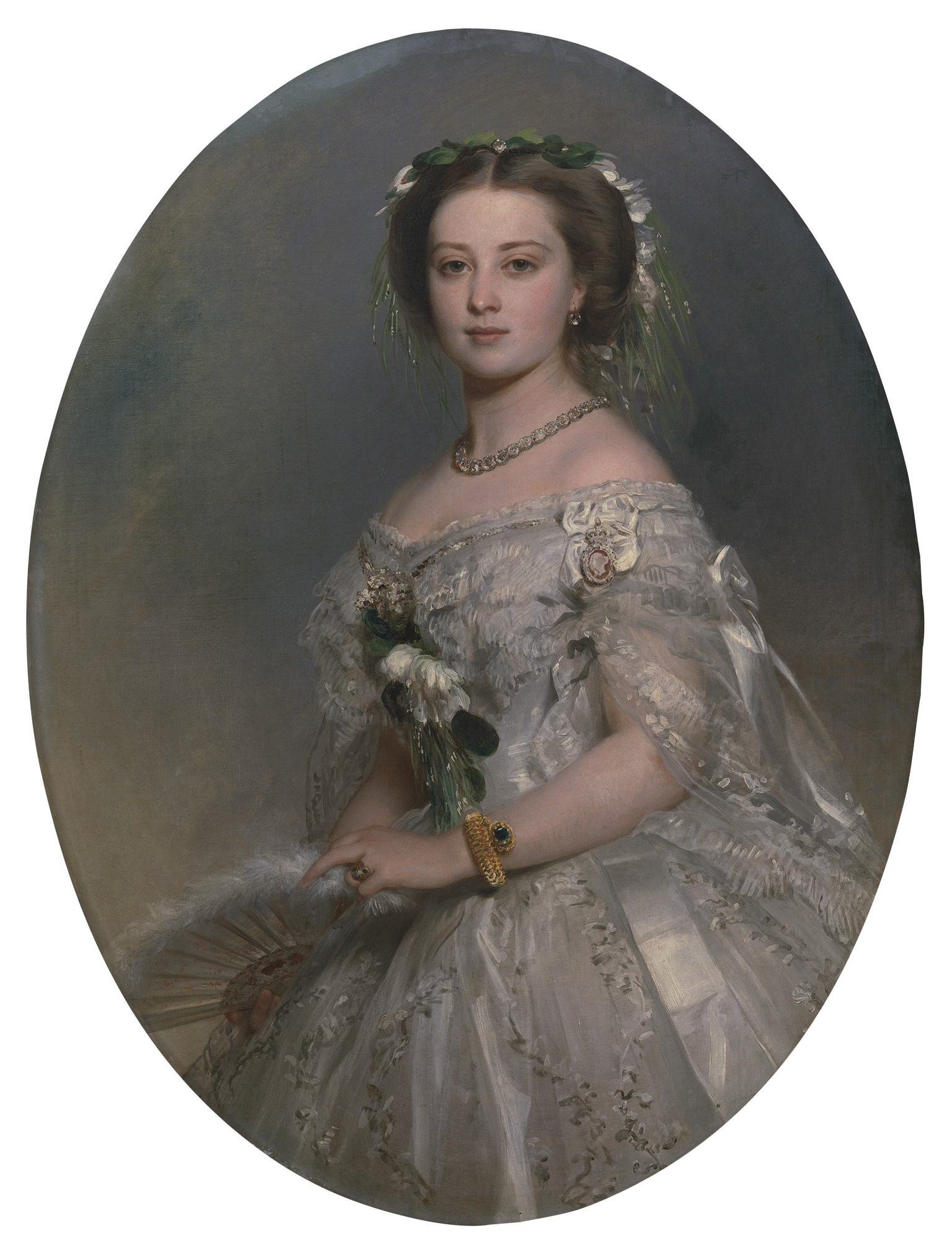
La principessa reale nel 1857. Dipinto di Franz Xaver Winterhalter.

Quando ricevette la visita di Federico, Vicky aveva quindici anni. Di poco più alta di sua madre, la principessa misurava 1 metro e 50, era lontana dal corrispondere all'ideale di bellezza dell'epoca. La sovrana britannica credeva che l'erede al trono di Prussia non trovasse sua figlia sufficientemente attraente. Malgrado tutto, dalla prima cena con il principe, fu chiaro per la sovrana e per suo marito che la simpatia reciproca dei due giovani era sempre viva dal 1851. Peraltro, solamente dopo 3 giorni in compagnia della famiglia reale, Federico domandò ai genitori di Vicky l'autorizzazione a sposarla. Questi ultimi erano entusiasti ma diedero una sola condizione: che il matrimonio si svolgesse dopo il compimento dei 17 anni di Vicky.
Dopo che la condizione fu accettata, il fidanzamento di Vittoria e Federico fu annunciato pubblicamente il 17 maggio 1856. Immediatamente, il progetto sollevò critiche in Gran Bretagna. Il pubblico inglese accusò il Regno di Prussia per la sua neutralità durante la guerra di Crimea del 1853-1856. In un articolo, il Times qualificò gli Hohenzollern come una "dinastia miserabile", che perseguiva una politica estera incostante e poco degna di fede e il cui potere sul trono dipendeva unicamente dalla Russia. Il giornale criticò anche il mancato rispetto delle garanzie politiche date alla popolazione dal re Federico Guglielmo IV dopo la rivoluzione del 1848 In Germania, le reazioni dopo l'annuncio del fidanzamento furono meno concordi: se la maggior parte degli Hohenzollern e i conservatori si opponevano, i circoli liberali apprezzavano il progetto d'unione con la corona britannica

#### Preparazione al ruolo di principessa prussiana

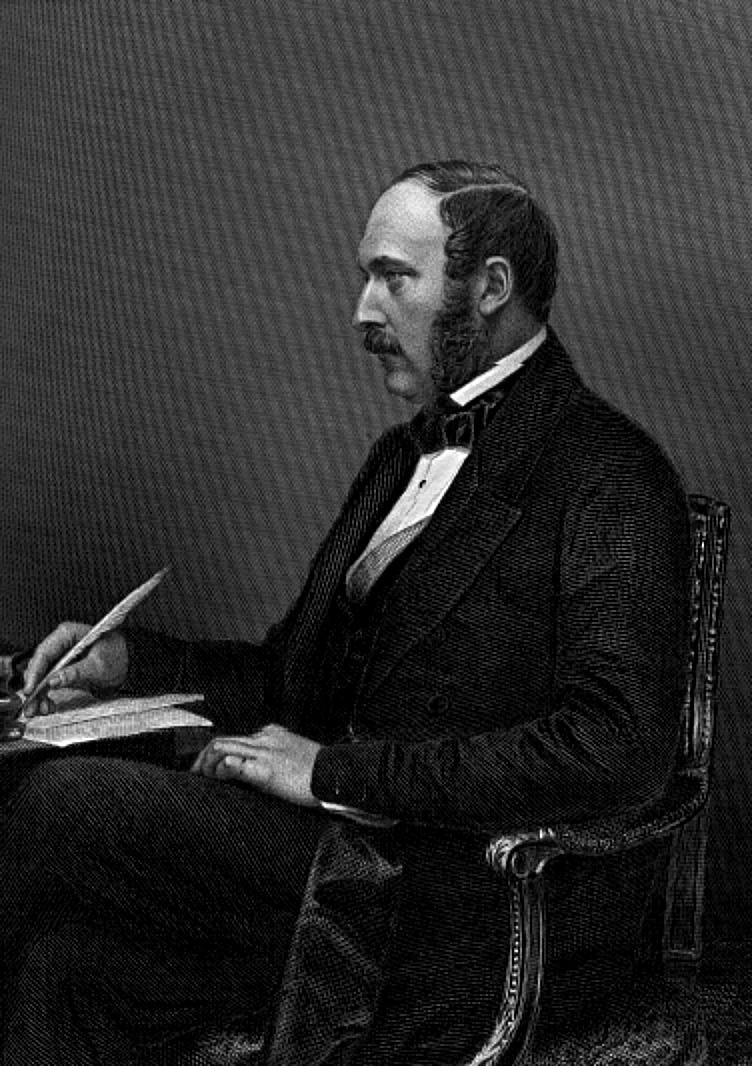
Il principe consorte, nato Alberto di Sassonia-Coburgo-Gotha.

Il principe Alberto di Sassonia-Coburgo-Gotha faceva parte dei «liberali di Worms» e sostenne tempo dopo il «piano Coburgo», ovvero l'idea che una Prussia liberale servisse da esempio agli altri Stati tedeschi e sarebbe stato capace di realizzare attorno, l'unificazione dei principati tedeschi. Durante il soggiorno involontario del principe Guglielmo di Prussia nel 1848, il principe consorte aveva cercato di convincere suo cugino della necessità di trasformare la Prussia in monarchia costituzionale sul modello britannico. Ma il futuro imperatore tedesco non si lasciò convincere e al contrario, mantenne idee conservatrici.
Desideroso di fare della sua famiglia lo strumento della liberazione della Germania, il principe Alberto approfittò dei 2 anni di fidanzamento tra Vicky e Federico per dare a sua figlia la formazione più completa possibile. Le insegnò anche la storia e la politica europea moderna e fece scrivere alla principessa numerose relazioni sugli avvenimenti riguardanti la Prussia. Tuttavia, il principe consorte sovrastimò la capacità del movimento culturale a riformare la Germania in un momento in cui solo una piccola parte del ceto medio e qualche circolo intellettuale condividevano le sue idee nella Confederazione germanica. Fu un ruolo particolarmente difficile, che il principe Alberto affidò a sua figlia, soprattutto in una corte così critica come quella degli Hohenzollern.

#### Problemi domestici e matrimonio
Per potere assegnare una dote alla principessa reale, il parlamento britannico attribuì alla giovane donna una somma di 40 000 sterline e un appannaggio annuale di 8000 sterline. Nello stesso tempo, a Berlino, il re Federico Guglielmo IV attribuì una somma annuale di 9000 talleri a suo nipote Federico. Il reddito dell'erede presunto al trono di Prussia si rivelò insufficiente per coprire un budget conforme al suo rango e a quello della sua futura sposa. Per tutto il loro matrimonio, Vicky avrebbe dovuto sostenere, con il proprio appannaggio, gran parte delle spese della coppia.

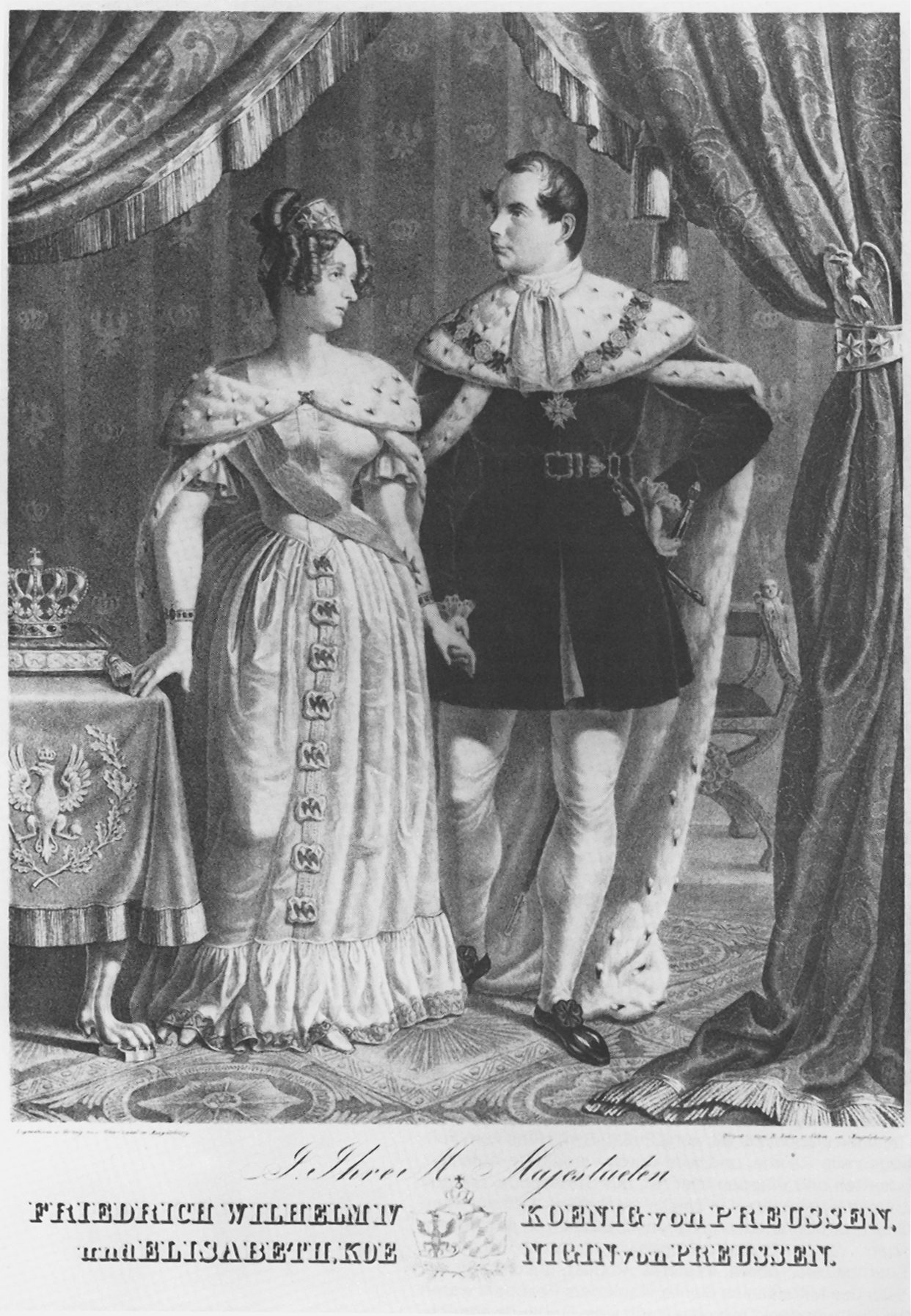
Il re Federico Guglielmo IV di Prussia e sua moglie, la regina Elisabetta (intorno al 1840)

L'entourage berlinese della coppia fu scelto dalla regina Elisabetta di Prussia e dalla madre di Federico, la principessa Augusta. Le due donne scelsero persone che erano da molto tempo al servizio della corte e quindi molto più anziane di Vicky e Federico. Il principe Alberto domandò quindi agli Hohenzollern di concedere a sua figlia almeno due dame di compagnia della sua età e di origine britannica. Ma la sua domanda non fu esaudita e, come compromesso, Vicky ricevette due giovani dame di compagnia di origine tedesca: le contesse Walburga von Hohenthal e Marie zu Lynar. Il principe Alberto riuscì a imporre però Ernest von Stockmar, figlio di un suo amico, il conte Christian Friedrich von Stockmar, come assistente personale di sua figlia · .
Convinto che il matrimonio di una principessa britannica con l'erede al trono di Prussia sarebbe stato un onore per gli Hohenzollern, il principe Alberto insistette affinché sua figlia conservasse il titolo di principessa reale dopo le sue nozze. Tuttavia, alla antibritannica e filorussa corte di Berlino, la decisione del principe non finì che aumentare l'ostilità contro Vicky · .
Fu tuttavia la decisione del luogo del matrimonio che sollevò più critiche. Per gli Hohenzollern, sembrava naturale che le nozze dell'erede presunto al trono di Prussia si svolgessero a Berlino. Tuttavia, la regina Vittoria insistette per far sposare la sua primogenita nel suo paese e fu lei che, alla fine, vinse. Il matrimonio tra Vicky e Federico fu celebrato nella cappella reale del Palazzo di St. James, a Londra, il 25 gennaio 1858.

### Principessa di Prussia

#### Una principessa soggetta alle critiche
Con il trasferimento di Vicky a Berlino cominciò un'importante produzione epistolare tra la principessa e i suoi genitori. Ogni settimana, la giovane inviava una lettera a suo padre che conteneva generalmente dei commenti sugli avvenimenti politici tedeschi. La maggioranza delle lettere è stata conservata e rappresenta oggi una risorsa preziosa per la conoscenza della corte prussiana.

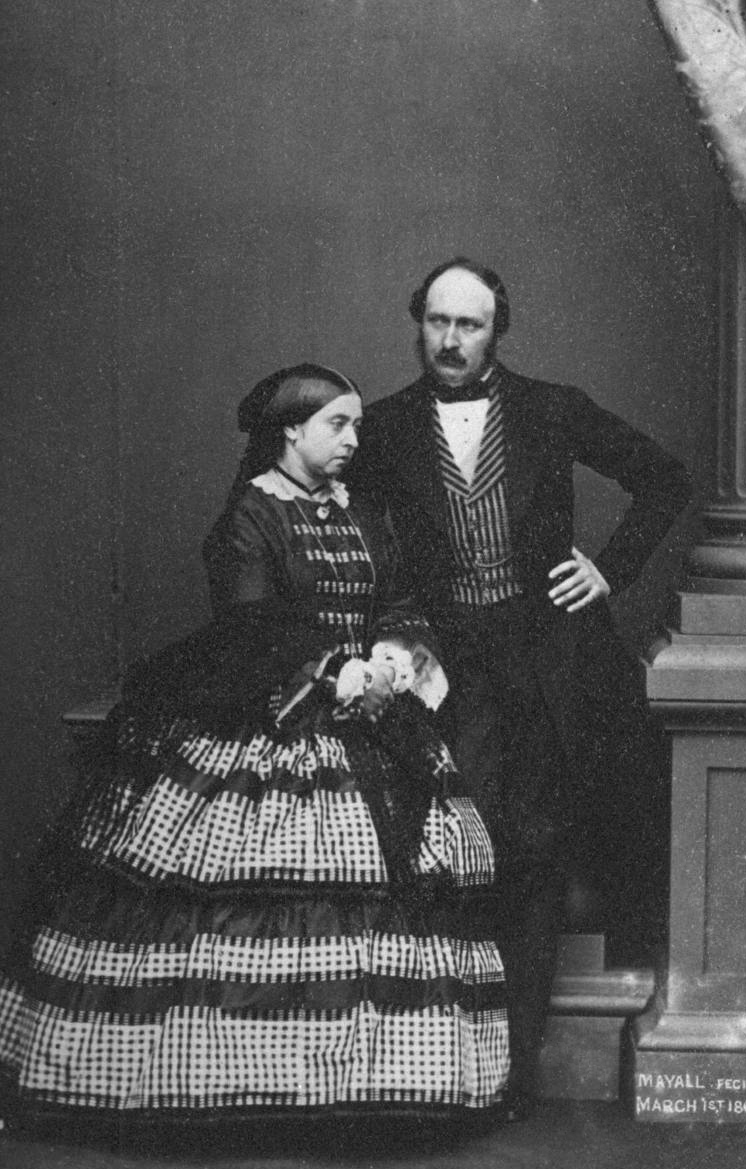
La regina Vittoria e il principe Alberto nel 1861

Ma queste lettere provano, inoltre, la volontà della regina Vittoria di tenere sotto controllo i gesti e le azioni della figlia. La sovrana britannica esigeva in effetti, che Vicky si mostrasse leale nei confronti del suo paese natale, a discapito del suo nuovo paese. Presto, la cosa si rivelò rapidamente impossibile e gli avvenimenti più futili misero la principessa di fronte a dei problemi irrisolvibili. Per esempio, la morte di un parente raccomandava un mese di lutto a Londra mentre a Berlino durava solo una settimana. Vicky si vide dunque obbligata a rispettare la durata del lutto in uso presso gli Hohenzollern, ma ciò le valse delle critiche. Sua madre le ricordava che, in quanto principessa reale e figlia della regina del Regno Unito di Gran Bretagna e Irlanda, avrebbe dovuto rispettare la regola in uso in Inghilterra.
Preoccupato dalle conseguenze delle critiche continue della sovrana sulla salute psicologica di Vicky, il barone von Stockmar intervenne presso il principe Alberto affinché la regina moderasse le sue domande. D'altro canto, il barone non intervenne per ridurre gli attacchi che ella subiva dai circoli filo-russi e anglofobi della corte prussiana. La ragazza era quindi spesso ferita dai commenti aspri che riceveva nella famiglia.

#### Incarichi ufficiali

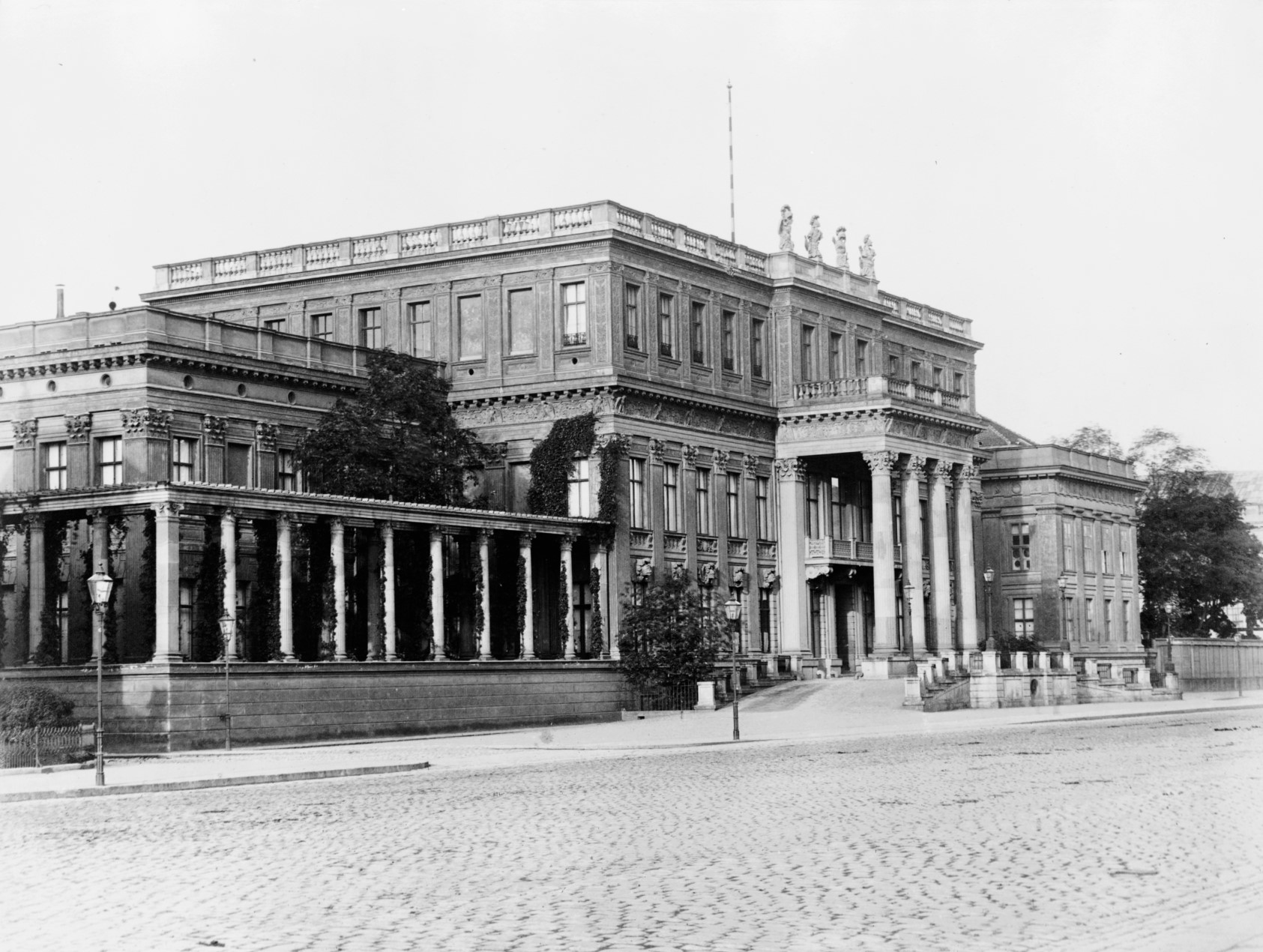
Il Kronprinzenpalais nella seconda metà del XIX secolo

All'età di 17 anni Vicky dovette compiere numerosi e fastidiosi atti ufficiali. Quasi ogni sera doveva presenziare a cene formali, rappresentazioni teatrali o ricevimenti pubblici. Se dei parenti stranieri degli Hohenzollern si trovavano a Berlino o a Potsdam, i doveri protocollari della principessa venivano ampliati. A volte doveva andare a salutarli alle sette del mattino ed essere presente ai ricevimenti dopo la mezzanotte.
Al momento dell'arrivo di Vicky, il re Federico Guglielmo IV riservò a Federico e a sua moglie un'antica ala del castello di Berlino. Tuttavia l'edificio era in un cattivo stato e non aveva una vasca da bagno. Nel novembre del 1858, la coppia si trasferì al Kronprinzenpalais mentre il Nuovo Palazzo di Potsdam divenne la loro residenza estiva.

#### La prima nascita ufficiale
Un anno dopo il matrimonio, il 27 gennaio 1859, Vicky diede alla luce il suo primo figlio, il futuro Kaiser Guglielmo II di Germania. Ma questo primo parto fu difficile. Il domestico incaricato di avvertire i medici ritardò nel compiere il suo compito. I ginecologi che seguirono la principessa si mostrarono esitanti e la esaminarono in un pesante vestito di flanella. Inoltre, il bambino era in posizione podalica e il parto rischiò di provocare la morte della principessa e di suo figlio.

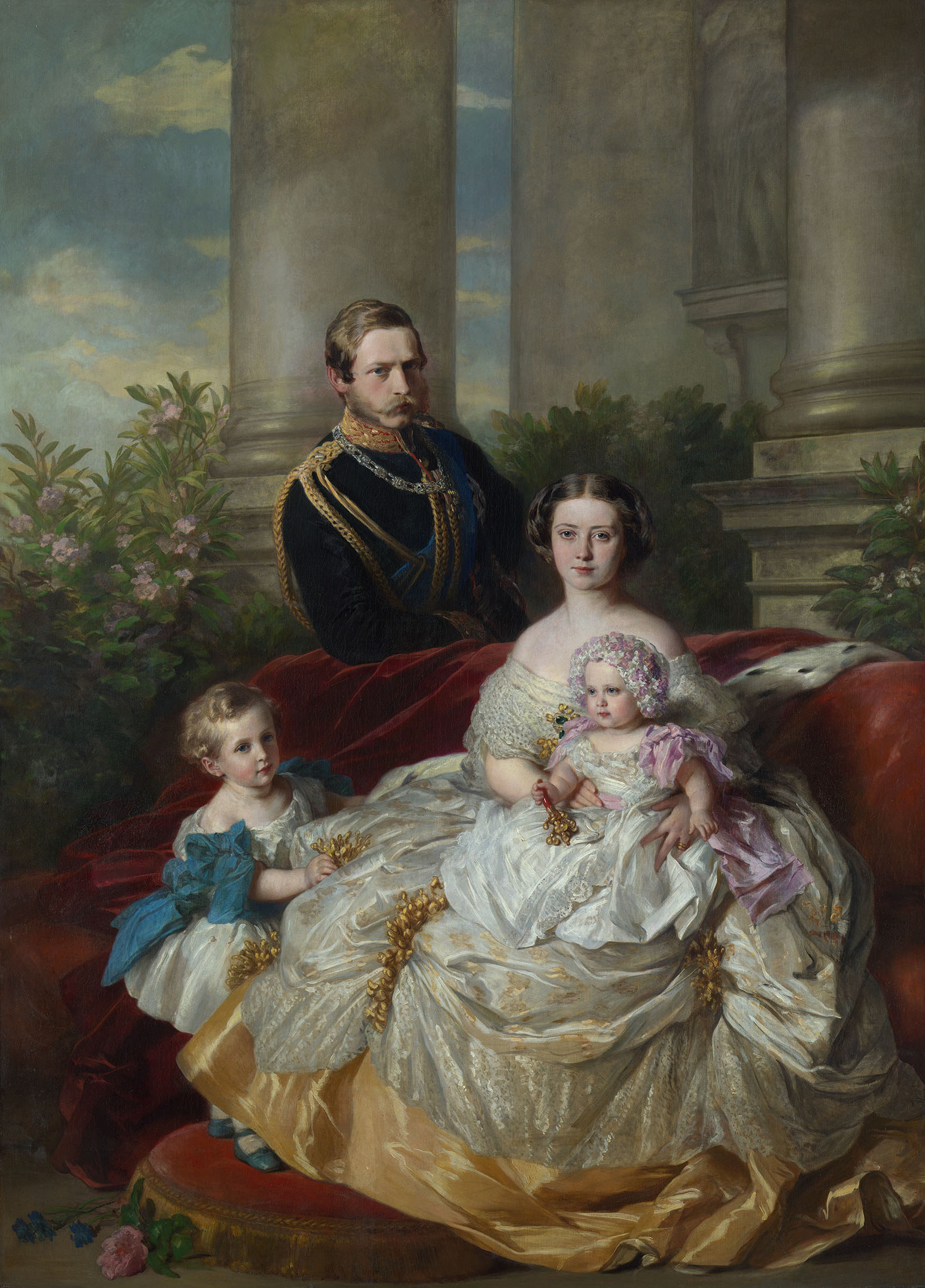
Vicky, Federico e i loro primi due figli nel 1862. Opera di Franz Xaver Winterhalter

Fortunatamente, i medici riuscirono a salvare entrambi. Il bambino fu tuttavia vittima, in seguito al parto, di una paralisi ostetrica del plesso brachiale e i nervi delle sue braccia furono lesi. Crescendo, le braccia del principe ebbero uno sviluppo anormale e, una volta divenuto adulto, il braccio sinistro misurava quindici centimetri meno del destro.
Dopo la nascita, i medici si mostrarono rassicuranti con Vicky e Federico. Lasciarono intravedere alla coppia la possibilità di un superamento totale dei danni subiti dal bambino. Il principe e la principessa decisero dunque di non informare la corte britannica dell'infermità del bambino. Ma le settimane passavano e non si vedevano miglioramenti e, dopo quattro mesi di esitazioni, Vicky si arrese a dare la triste notizia ai suoi genitori. Fortunatamente per la principessa, la nascita del suo secondo figlio, la principessa Carlotta, il 24 luglio 1860, non presentò difficoltà.

### Kronprinzessindi Prussia

#### Una situazione delicata
Il 2 gennaio 1861 il re Federico Guglielmo IV morì e suo fratello Guglielmo I, già reggente dal 1858, gli succedette sul trono. Federico divenne allora Kronprinz, ma la sua posizione nel Regno di Prussia non registrò cambiamenti. Suo padre rifiutò di aumentargli le rendite e Vicky continuò a contribuire largamente al bilancio familiare grazie alla propria dote e all'appannaggio. In una lettera al barone von Stockmar, il principe Alberto commentava così la situazione:

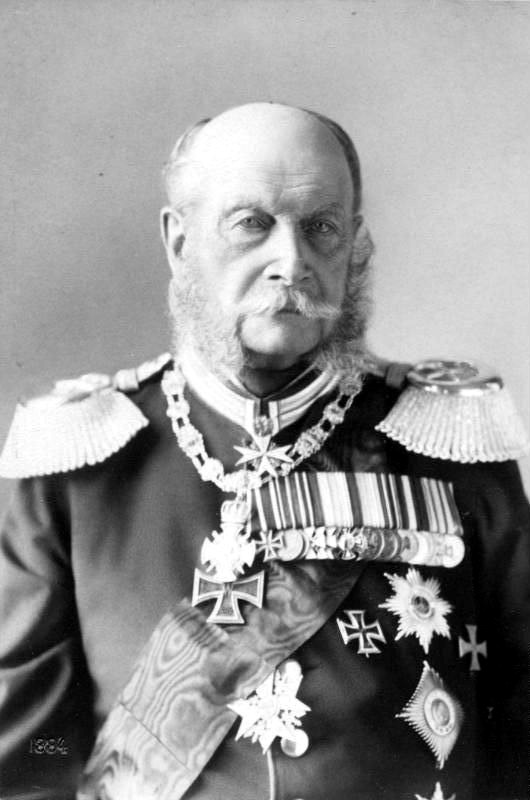
Il re Guglielmo I di Prussia (1884)

«Per me, è evidente che una certa persona si è opposta all'indipendenza finanziaria della principessa... Non soltanto non riceve uno pfennig dalla Prussia, cosa che è già terribile, ma deve ancora utilizzare la sua dote, cosa a cui non è obbligata. Se si rifiuta un po' di denaro a un povero Kronprinz perché ha una « ricca sposa », allora si cerca d'impoverirla».
Oltre a queste limitazioni finanziarie, altri ostacoli furono imposti a Federico e Vicky. In quanto erede al trono, il Kronprinz doveva chiedere il permesso al sovrano per poter effettuare un viaggio all'estero. I pettegolezzi raccontano che questa decisione fu presa dal nuovo sovrano con lo scopo di limitare le visite troppo frequenti di Vicky in Inghilterra. Dopo la sua ascesa al trono, Guglielmo I ricevette dal principe Alberto un messaggio con il quale lo esortava a seguire alla lettera la costituzione prussiana come modello per gli altri Stati tedeschi. Questa lettera non fece che aumentare l'astio del sovrano verso il principe consorte e contro Federico e Vicky, che condividevano le stesse idee liberali.

#### La perdita del padre e la crisi politica
A soli 42 anni, il principe Alberto morì di febbre tifoide il 14 dicembre 1861. Molto legata a suo padre, la principessa Vittoria fu molto affranta dalla notizia e si recò in Gran Bretagna con suo marito per assistere ai funerali organizzati per il principe consorte.

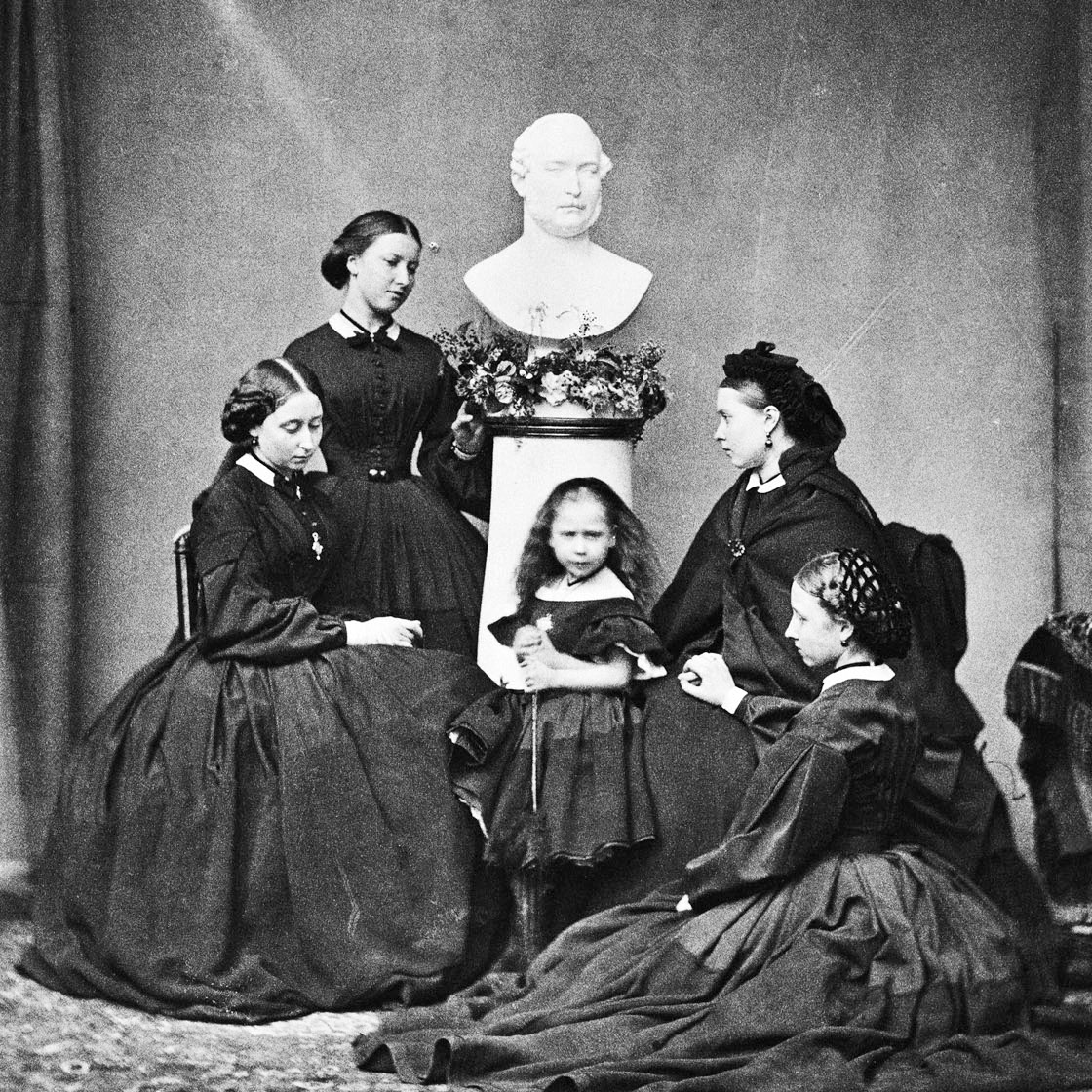
Il lutto delle principesse britanniche. In questa fotografia del 1862, le cinque figlie del principe consorte (Vittoria, Alice, Beatrice, Elena e Luisa) sono riunite attorno al suo busto.

Poco tempo dopo l'evento, sopraggiunse la prima grande crisi del regno di Guglielmo I e Vicky e Federico, ancora in lutto, non furono pronti per affrontarla. Il parlamento prussiano rifiutò al sovrano i fondi necessari al suo piano di riorganizzazione dell'esercito. Il monarca considerò questa riforma di primaria importanza e decise di sciogliere l'assemblea l'11 marzo 1862. Così facendo, Guglielmo I rianimò il conflitto costituzionale prussiano. Nacque uno scontro molto duro tra la corona e il landtag e il re di Prussia considerò per un po' di tempo l'idea di abdicare.
Di fronte a questa prospettiva, Vicky tentò di convincere suo marito ad accettare l'abdicazione del padre. Ma il Kronprinz era in disaccordo con sua moglie su questo punto e spinse il re a restare in piedi. Per l'erede al trono, l'abdicazione di un sovrano dopo un conflitto con il parlamento avrebbe creato un precedente pericoloso e indebolito i suoi successori. Federico ritenne, inoltre, che sostenere la rinuncia di suo padre, avrebbe costituito una grave mancanza ai suoi doveri di figlio.
Alla fine, Guglielmo I scelse di restare a capo del regno e nominò il conte Otto von Bismarck ministro-presidente di Prussia il 22 settembre. Leader dei conservatori, il politico era disposto a governare senza maggioranza parlamentare e anche senza bilancio autorizzato. Il re fu dunque soddisfatto della situazione ma sua moglie, la liberale regina Augusta, e soprattutto sua figlia e sua nuora, criticarono duramente la sua decisione. Malgrado tutto, Bismarck restò a capo del governo prussiano, poi tedesco, fino al 1890, e contribuì in maniera decisiva all'isolamento del Kronprinz e della sua consorte.

#### Un crescente isolamento

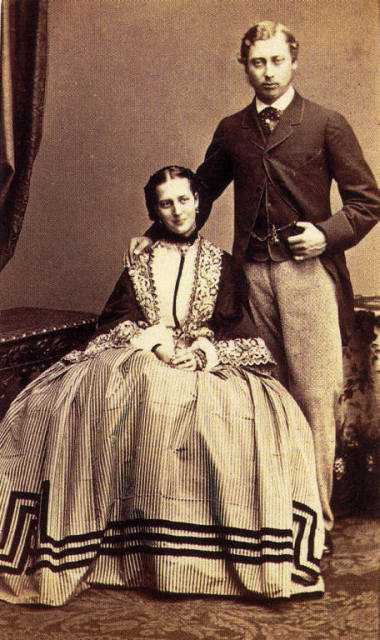
Il principe di Galles (il futuro Edoardo VII) e la principessa del Galles poco dopo il loro matrimonio.

Con lo scoppio del conflitto costituzionale prussiano, il contrasto tra i liberali e i conservatori raggiunse il suo apice a Berlino. Sospettati di sostenere i parlamentari contro Guglielmo I, il Kronprinz e sua moglie divennero oggetto di continue critiche. Nell'ottobre 1862, la coppia effettuò un viaggio nel Mediterraneo a bordo dello yacht della regina Vittoria. I conservatori approfittarono di questo evento per accusare l'erede al trono di avere abbandonato il sovrano in un momento di grave tensione politica. Insistettero inoltre sul fatto che il Kronprinz viaggiasse a bordo di un'imbarcazione straniera accompagnata da una nave da guerra inglese.
Poco tempo dopo, l'annuncio del fidanzamento del principe di Galles con la principessa Alessandra di Danimarca, figlia del futuro Cristiano IX e rappresentante dello Stato rivale della Prussia, rese negativa la posizione di Vicky. Per l'opinione pubblica tedesca, fu Vicky a incoraggiare questa unione tra la Danimarca e il Regno Unito.
Fu Federico a sollevare le critiche quando si oppose apertamente alla politica di suo padre e di Bismarck. Durante un viaggio ufficiale a Danzica, l'erede al trono rifiutò pubblicamente un'ordinanza emessa dal presidente il giugno 1863 che permetteva alle autorità prussiane di proibire la pubblicazione di un giornale la cui linea editoriale fosse giudicata scomoda. Furioso dal discorso di suo figlio, Guglielmo I lo accusò di avergli disobbedito. Minacciò, inoltre, di togliergli le sue funzioni nell'esercito e anche di escluderlo dalla successione al trono. Nei circoli conservatori di Berlino, non vennero prese in considerazione idee meno dure. Inoltre, il principe Carlo di Prussia, fratello minore del re, e il generale Edwin von Manteuffel ritennero che l'atteggiamento dell'erede al trono meritasse di essere giudicato davanti a un consiglio di guerra.

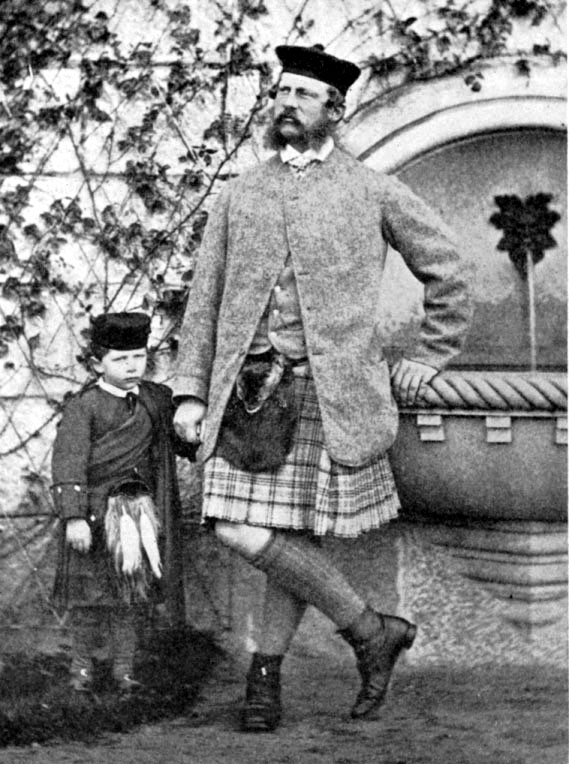
Il Kronprinz e suo figlio Guglielmo durante un viaggio a Balmoral nel 1863.

Naturalmente, Vicky non sfuggì alle critiche dei conservatori in questo affare. Al contrario, numerosi furono quelli che sospettarono che fosse lei l'origine del discorso pronunciato dal Kronprinz a Danzica.
Duramente criticati in Germania, l'erede e sua moglie furono lodati per i loro comportamento in Gran Bretagna. Il Times non esitò a scrivere: 
È difficile immaginare un ruolo più arduo di quello del Kronprinz e della Kronprinzessin, che si ritrovano senza un solo consigliere, tra un monarca ostinato, un ufficio impetuoso e una popolazione indignata.}.
Ma il sostegno del giornale britannico fu esso stesso fonte di nuove difficoltà per la coppia. Nel suo articolo, il quotidiano pubblicò dettagli che lasciavano pensare che Vicky avesse rivelato alla stampa informazioni confidenziali. Un'inchiesta fu avviata contro di lei a Berlino e, sotto la pressione dell'autorità, il segretario della principessa, il barone von Stockmar, diede le sue dimissioni.

#### La guerra dei Ducati

Carta della Confederazione tedesca. In blu appaiono i territori del regno di Prussia e, in kaki, quelli appartenenti all'Austria. La linea rossa segna i confini della Confederazione.

Sulla scena internazionale, il ministro Otto von Bismarck, cercò di realizzare l'unità tedesca attorno alla Prussia. Il suo obiettivo finale era dividere la Confederazione tedesca imponendo l'egemonia prussiana in Germania. La prima guerra avviata con lo scopo di mettere in avanti il suo paese fu la guerra dei Ducati nel 1864. Ma, per il momento, l'impero degli Asburgo si ritrovò a fianco della Prussia nello scontro contro la Danimarca.
Malgrado i legami che univano il principe di Galles a Copenaghen, il governo del Regno Unito rifiutò d'intervenire nel conflitto che opponeva la Confederazione tedesca e la Danimarca. L'evento costituì però un momento molto forte nella vita della famiglia reale inglese, che si ritrovò profondamente divisa dal conflitto. Peraltro, a Berlino molti sospettarono che la Kronprinzessin non si rallegrasse dei successi militari della Prussia contro il paese di sua cognata Alessandra.

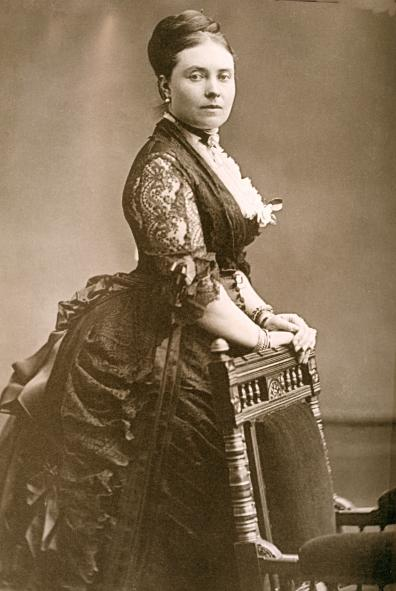
La principessa Vittoria.

Eppure, la realtà fu ben altra dato che Vicky sostenne con forza le truppe tedesche. Prendendo come esempio Florence Nightingale, che conobbe durante l'adolescenza e che contribuì al miglioramento dell'approvvigionamento medico dei soldati britannici durante la guerra in Crimea, la Kronprinzessin si occupò del sostegno ai militari feriti. In occasione del compleanno del re Guglielmo I, la principessa avviò con il marito un fondo sociale in favore delle famiglie dei soldati caduti o gravemente feriti.
Durante le ostilità, Federico fu occupato nell'esercito prussiano e partecipò ai combattimenti sotto gli ordini del feldmaresciallo Wrangel. Soldato emerito, l'erede al trono si distinse durante la battaglia di Dybbøl, che segnò la sconfitta dei danesi. Felice della vittoria tedesca, la Kronprinzessin sperò che i successi militari del marito ricadessero su di lei e che la popolazione smettesse di rifiutarla come moglie dell'erede al trono. In una lettera a Federico, Vicky si lamentò di essere costantemente criticata e considerata troppo inglese in Germania e troppo prussiana in Gran Bretagna.
Una volta ottenuta la vittoria contro la Danimarca, il trattato di Vienna del 30 ottobre 1864 conferì ai ducati di Schleswig, di Holstein e di Lauenbourg un'amministrazione comune austro-prussiana. Ma, senza sorpresa, questa novità fu l'origine dei conflitti tra Vienna e Berlino.

#### La guerra austro-prussiana

La Confederazione tedesca divisa tra partigiani di Berlino e di Vienna. Su questa carta, la Prussia appare in blu scuro e i suoi alleati in blu chiaro; l'Austria in rosso e i suoi alleati in rosa. Lo Schleswig-Holstein è colorata in giallo. Infine, in verde sono gli stati neutri durante la guerra austro-prussiana.

Di fatto, dopo la guerra dei Ducati, la Germania ebbe un piccolo periodo di pace. La convenzione di Gastein, firmata dai due vincitori il 14 agosto 1865, pose l'antica provincia danese in un condominium austro-prussiano e Vienna e Berlino occuparono entrambe una parte dei ducati. Tuttavia, differenti punti di vista sull'amministrazione delle province non tardarono a innescare un nuovo conflitto tra gli ex alleati. Il 9 giugno 1866, la Prussia occupò Holstein. In rappresaglia, Vienna domandò alla dieta di Francoforte una mobilitazione generale degli Stati tedeschi contro la Prussia, che ottenne il 14 giugno.
Considerando questa decisione illegale, Berlino proclamò lo scioglimento della Confederazione tedesca e invase la Sassonia, Hannover, e L'Assia-Kassel. A seguito della battaglia di Sadowa, durante la quale il Kronprinz giocò un ruolo decisivo, l'Austria perse e si arrese. Alla fine, con il trattato di Praga del 1866, Vienna si ritirò dall'unione tedesca. Schleswig-Holstein, Hannover, l'Assia-Kassel, il ducato di Nassau e la città di Francoforte furono annessi alla Prussia.

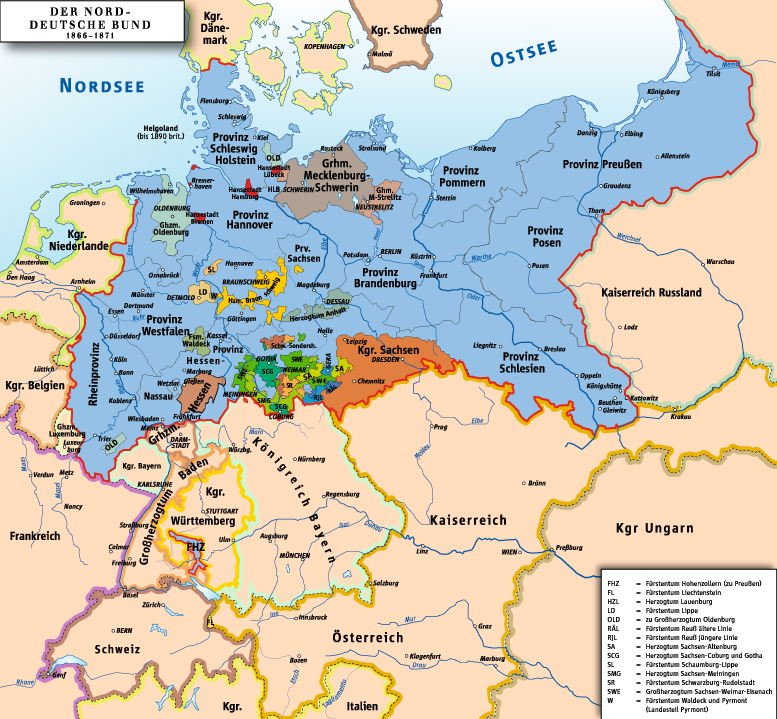
La Confederazione della Germania del Nord (le cui frontiere sono delimitate da una linea rossa) è dominata dalla Prussia (in blu scuro).

Poco dopo la vittoria prussiana a Sadowa, Bismarck domandò al parlamento la concessione di fondi supplementari per l'esercito e ciò sollevò una nuova polemica tra i deputati liberali. Malgrado tutto, il tempo diede ragione a Bismarck. Il Kronprinz accolse con favore la creazione di una Confederazione della Germania del Nord che unisse la Prussia a alcuni principati tedeschi. Vide in questo insieme il primo passo verso l'unificazione tedesca. Eppure, la Confederazione era lontana da rispondere alle sue idee liberali. Certo, il suo Reichstag fu eletto democraticamente ma era lungi dal possedere le stesse competenze di un parlamento (nel senso moderno del termine). Inoltre, i sovrani locali conservavano numerose prerogative e la nuova costituzione tedesca conferì numerosi poteri al cancelliere federale Otto von Bismarck. Meno entusiasta di suo marito, Vicky vide nella Confederazione della Germania del Nord un'estensione del sistema politico prussiano che lei detestava. Malgrado tutto, la principessa ebbe la speranza che questo Stato fosse temporaneo e che si passasse poi alla creazione di una Germania unita e liberale

#### Vita familiare

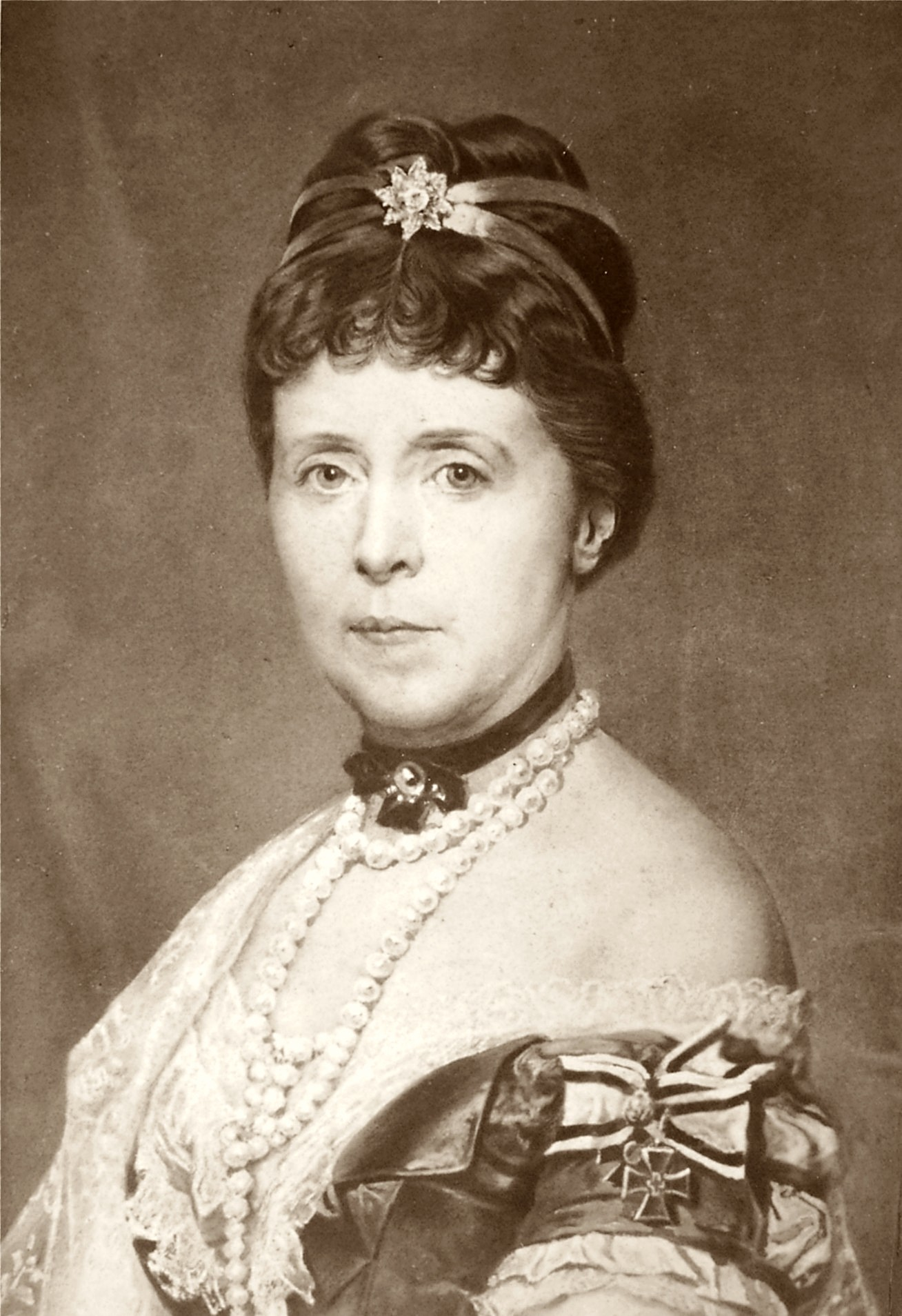
La regina Augusta, madre di Federico, ritratta da F. Jamrath & Sohn.

Mentre la Germania fu divisa dalla guerra austro-prussiana, un evento sconvolse Vicky e Federico. Sigismondo, il quarto figlio della coppia, morì di meningite a soli 21 mesi, qualche giorno prima della battaglia di Sadowa. L'evento indebolì la principessa che non trovò nessun conforto in sua madre o nei suoceri. La regina Augusta richiese che sua nuora riprendesse rapidamente i suoi doveri ufficiali invece di autocommiserarsi. Quanto alla regina Vittoria, che visse nel ricordo del principe Alberto, non comprese i sentimenti della figlia giudicando la perdita di un bambino molto meno dolorosa di quella di un marito.
Una volta che la pace si ristabilizzò in Germania, il Kronprinz fu invitato numerose volte all'estero con lo scopo di rappresentare la corte. Durante i suoi viaggi, Vicky accompagnò raramente suo marito. Sempre senza un soldo, la coppia cercò in effetti di limitare le spese di rappresentanza. Vicky temette inoltre di separarsi dai suoi figli troppo a lungo. Di fatto, malgrado la morte di Sigismondo, la famiglia s'ingrandì con l'arrivo di altri quattro figli tra il 1866 e il 1872. E mentre i figli più grandi (Guglielmo, Carlotta ed Enrico) furono affidati a delle governanti, Vicky si occupò direttamente dei più piccoli (Sigismondo, Vittoria, Waldemar, Sofia e Margherita), cosa che sollevò una forte opposizione di madre e suocera.
A Berlino, la posizione della Kronprinzessin rimase delicata e i suoi rapporti con la regina Augusta, le cui idee erano progressiste, continuarono a essere tesi. Le azioni più innocenti della principessa furono pretesti per le dure critiche da parte della sovrana. Vicky scatenò l'indignazione di sua suocera per essere andata in giro in landò piuttosto che in un calesse tradizionale. Il contrasto tra le due donne fu talmente forte che la regina Vittoria intervenne in favore di sua figlia con re Guglielmo I.

#### La guerra franco-prussiana

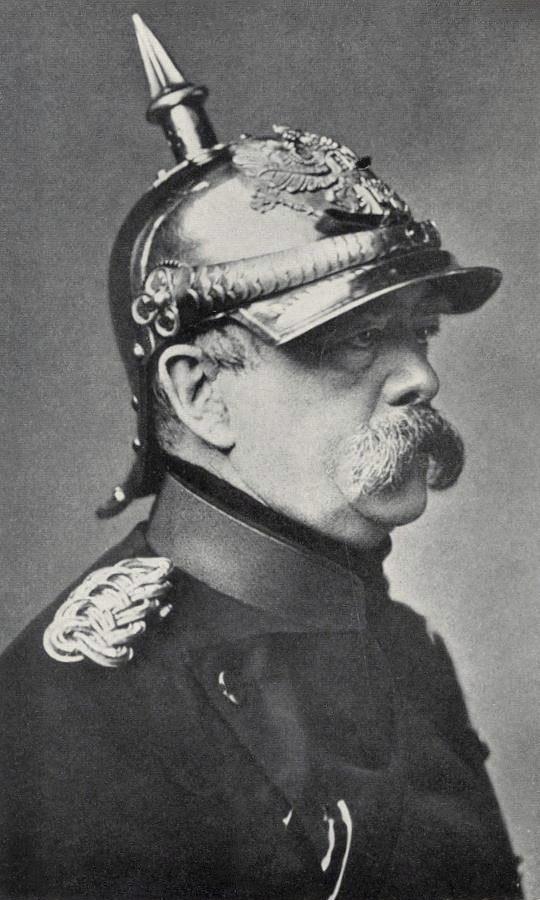
Il cancelliere Otto von Bismarck.

Il 19 luglio 1870 scoppiò la guerra franco-prussiana che si concluse con la sconfitta della Francia del Secondo Impero. Come durante i conflitti con la Danimarca e l'Austria, Federico partecipò attivamente agli scontri con i francesi. A capo del III reggimento tedesco, giocò un ruolo decisivo durante le battaglie di Frœschwiller-Wœrth e di Wissembourg. Il Kronprinz si distinse anche a Sedan e durante l'assedio di Parigi. Ma Bismarck, geloso dei successi militari dell'erede al trono, cercò d'indebolire il suo prestigio. Il cancelliere approfittò del ritardo del III reggimento davanti alla capitale francese per accusare Federico di salvaguardare la Francia sotto le pressioni di sua madre e di sua moglie. Durante una cena ufficiale, il cancelliere accusò la regina e la Kronprinzessin di essere "francofile" e ciò fu ripreso dalla stampa.
L'impegno di Vicky in favore dei soldati feriti trovò meno interesse da parte dei giornali tedeschi. Eppure, la principessa lasciò Berlino per Amburgo, dove costruì a proprie spese un ospedale militare. Visitò attivamente gli ospedali di Wiesbaden, di Biberach, di Bingen, di Bingerbrück, di Rüdesheim e di Magonza per incontrare i feriti. Ma, così facendo, Vicky si occupò dei compiti spettanti alla regina, e ciò provocò l'opposizione dei sovrani prussiani. Alla fine, Guglielmo I ordinò a sua nuora di ritornare a Berlino per rappresentare la famiglia reale

### Kronprinzessindi Germania

#### La proclamazione dell'Impero tedesco

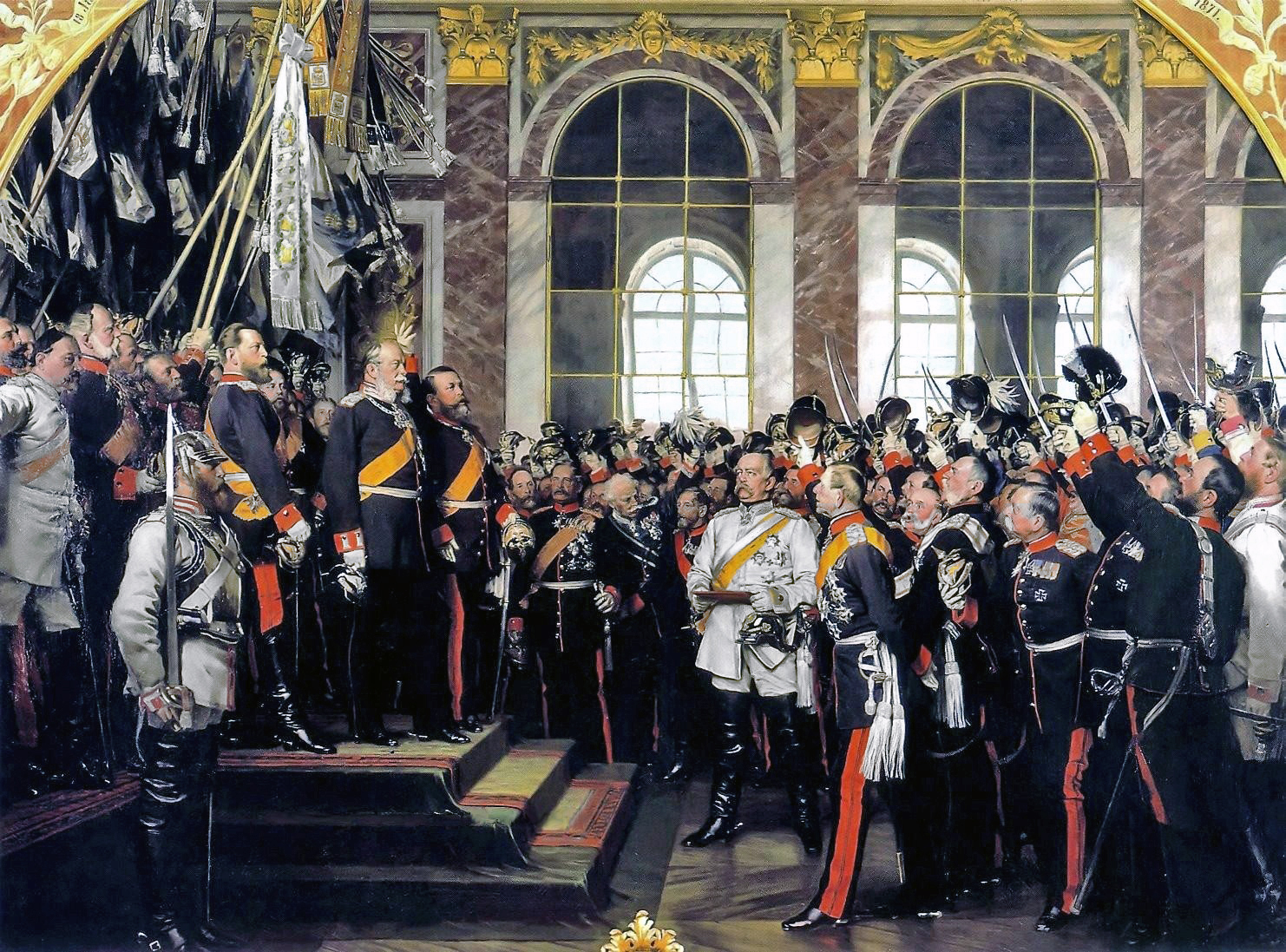
La Proclamazione dell'Impero tedesco nella Galleria degli Specchi di Versailles di Anton von Werner (1885). Bismarck si trova al centro, in bianco. Il granduca di Baden, genero dell'imperatore, è ai lati di Guglielmo I. Il Kronprinz è dietro suo padre.

Il 18 gennaio 1871, anniversario dell'ingresso degli Hohenzollern al potere nel 1701, i principi della Confederazione della Germania del Nord così come quelli della Germania del Sud (Baviera, Baden, Württemberg e Assia-Darmstadt) proclamarono Guglielmo I imperatore nella Galleria degli Specchi del castello di Versailles. Unirono simbolicamente i loro Stati all'interno del nuovo Impero tedesco. Federico e Vicky divennero Kronprinz e Kronprinzessin di Germania mentre Otto von Bismarck fu nominato cancelliere imperiale.
Successivamente, gli Stati cattolici della Germania del Sud, che furono in precedenza legati alla Prussia solo da un'unione doganale, furono ufficialmente incorporati alla Germania unificata attraverso il trattato di Versailles (26 febbraio 1871) e di Francoforte (10 maggio 1871). Il Kronprinz fu dunque nominato curatore dei musei reali, compito che sollevò un certo entusiasmo in sua moglie.

#### Una principessa illuminata

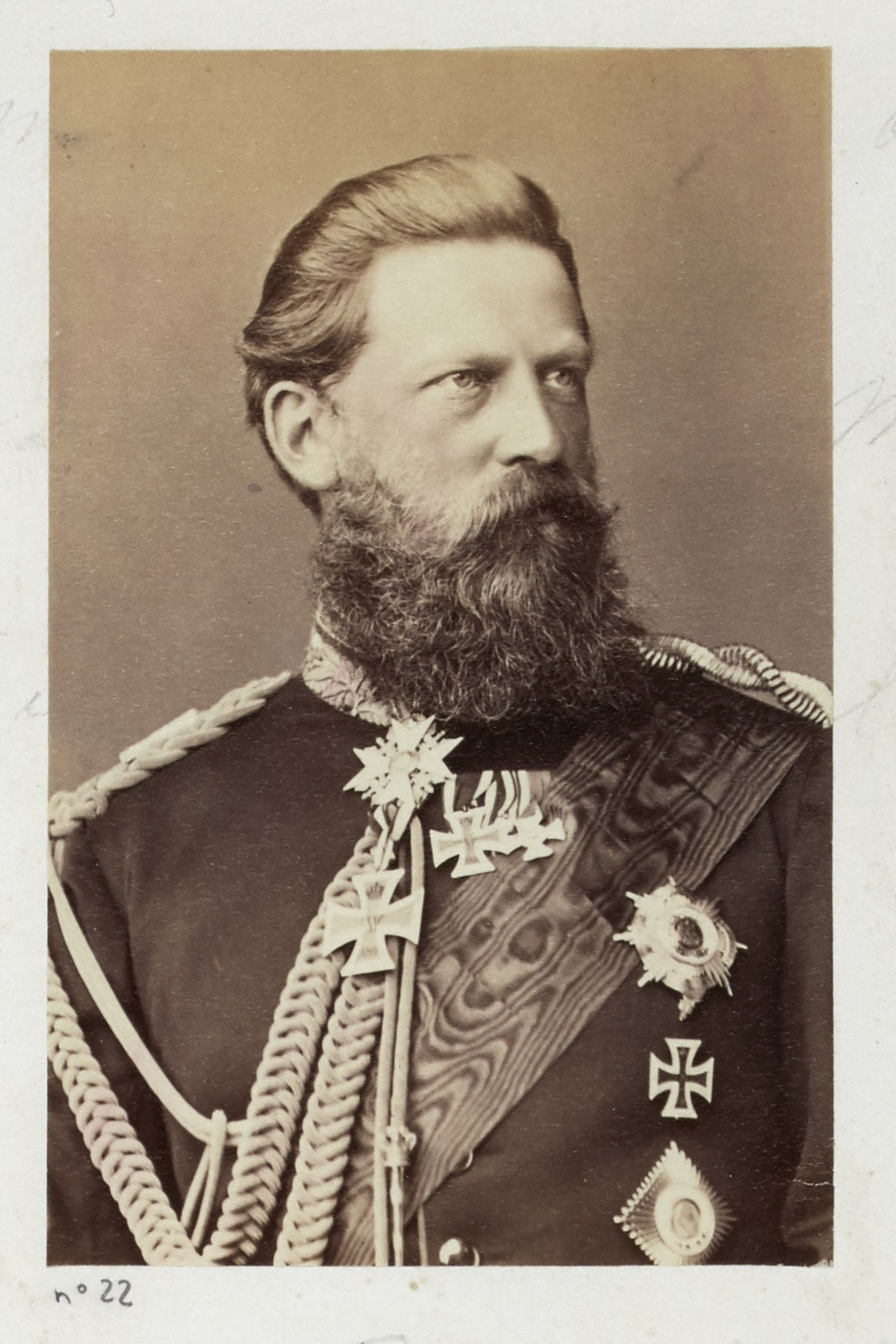
Kronprinz Federico di Germania.

Nominato feldmaresciallo in seguito ai suoi successi militari, Federico non ricevette tuttavia nessun altro comando dopo il conflitto franco-prussiano. Di fatto, l'imperatore Guglielmo I non ebbe alcuna fiducia in lui e cercò di allontanarlo dagli Affari di Stato, a causa delle sue idee Su consiglio di suo padre, Vicky continuò a proseguire la sua formazione intellettuale anche dopo essere arrivata in Germania. Lesse Goethe, Lessing, Heine e John Stuart Mill e frequentò con suo marito, alcuni intellettuali. Lo scrittore Gustav Freytag fece parte della cerchia intima della coppia mentre Gustav zu Putlitz fu nominato ciambellano del Kronprinz. A dispetto dell'indignazione che suscitò in sua madre, Vicky s'interessò alla teoria dell'evoluzione di Darwin e alle idee del geologo britannico Lyell Desiderosa di comprendere le idee socialiste, lesse anche Karl Marx e spinse suo marito a frequentare il salone della contessa Marie von Schleinitz, conosciuto come luogo d'incontro di numerosi oppositori di Bismarck.
Contrariamente a numerosi dei loro contemporanei, Vicky e Federico rifiutarono l'antisemitismo. In una lettera a sua madre, la Kronprinzessin criticò duramente il pamphlet di Richard Wagner intitolato Das Judenthum in der Musik (Giudaismo in Musica), che giudicò ridicolo e ingiusto. Quanto all'erede al trono, non esitò a mostrarsi nelle sinagoghe in un'epoca in cui le manifestazione di odio contro gli ebrei nascevano in Germania, soprattutto all'inizio del 1880. Al Palazzo del Kronprinz e al Nuovo Palazzo di Potsdam, la coppia ricevette numerosi intellettuali, tra cui molti ebrei, e ciò provocò disappunto nel re e nella corte. Tra gli ospiti di Vicky e Federico vi furono tra gli altri, il fisico Hermann von Helmholtz, il patologo Rudolf Virchow, il filosofo Eduard Zeller e lo storico Hans Delbrück.
Amante dell'arte, Vicky praticò la pittura e ricevette corsi da Anton von Werner e da Heinrich von Angeli. La Kronprinzessin sostenne l'insegnamento offrendo la propria protezione all'associazione fondata da Wilhelm Adolphe Lette nel 1866 e cercò di migliorare la formazione femminile. A partire dal 1877, la principessa fondò dei licei per le ragazze (i Victoriaschule für Mädchen) posti sotto la direzione d'insegnanti inglesi, come ad esempio Alix von Cotta, che pose a dirigere il Victoria Lyceum di Berlino, fondato da Georgina Archer. Infine, creò scuole per infermiere (le Victoriahaus zur Krankenpflege) basate sul modello inglese

#### Madre di una famiglia numerosa
Fin dalla nascita, il primogenito di Vicky fu disabile e subì numerosi trattamenti con lo scopo di guarire il braccio atrofizzato. L'arto invalido venne regolarmente immerso in «bagni bestiali», cioè nelle interiora di lepri appena uccise e ancora calde · . Guglielmo subì terapie di elettroshock che avrebbero dovuto risvegliare i nervi unendo il braccio alla spalla e impedendo così alla testa di pendere verso un lato.

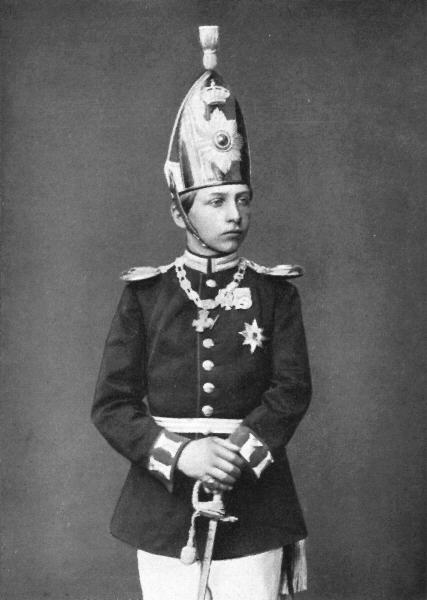
Il futuro Guglielmo II in tenuta militare nel 1874.

Per Vicky, la disabilità del figlio era motivo di vergogna. Le sue lettere e il suo diario mostrano a che punto provasse disagio davanti al braccio invalido del giovane e di come si sentisse colpevole di averlo messo al mondo. In occasione di una visita dei suoi genitori nel 1860, la principessa scrisse in proposito: Lui è un bambino saggio, per sua età - se soltanto non avesse questo triste braccio, ne sarei così fiera.
Secondo Sigmund Freud, Vicky sarebbe stata incapace di accettare l'infermità di suo figlio e si sarebbe allontanata da lui, cosa che avrebbe avuto, più tardi, gravi ripercussioni sul comportamento di Guglielmo II. Tuttavia, altri autori, come lo storico Wolfgang J. Mommsen, insistettero sull'amore di Vicky per i suoi figli e sul suo impegno educativo sull'esempio del padre. Vicky e Federico acquistarono il "dominio reale di Bornstedt", con lo scopo di far crescere i loro figli in un ambiente simile a quello di Osborne House. Malgrado tutto, l'influenza di Vicky sui propri figli conobbe un limite importante. Come tutti gli Hohenzollern, intrapresero molto presto una formazione militare e la Kronprinzessin temette che ciò li allontanasse da quelli che erano i suoi valori.

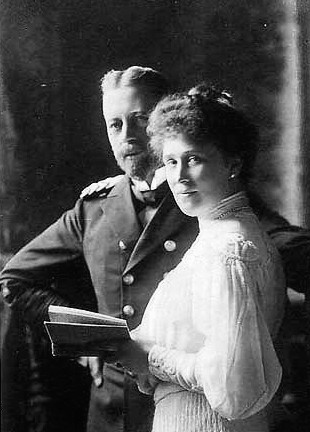
Il principe Enrico e la sua futura moglie nel 1905.

Desiderosi di offrire ai figli la miglior educazione possibile, Vicky e suo marito li affidarono al brillante ma severo filologo calvinista Georges Ernest Hinzpeter. Ritenuto liberale, era in effetti un conservatore convinto e sottopose Guglielmo ed Enrico a un'educazione stretta e puritana, che non fu mai accompagnata da complimenti o incoraggiamenti. Per completare la loro formazione, i due giovani frequentarono, in gioventù, il liceo di Kassel, malgrado l'opposizione del re e della corte. Guglielmo s'iscrisse all'università di Bonn mentre suo fratello, che non mostrò alcuna reale predisposizione intellettuale, si arruolò nella marina a 16 anni. Alla fine, l'educazione dei due ragazzi non permise loro di diventare le persone aperte e liberali che avrebbero voluto i loro genitori.
Mentre i due figli più grandi cominciarono a prendere la loro autonomia, Vicky perse un altro figlio alla fine degli anni 70. Il 27 marzo 1879, il principe Waldemar morì di difterite a soli otto anni. Come dopo la morte di Sigismondo, la Kronprinzessin fu devastata, così come precedentemente erano morte dello stesso male la sorella Alice e una delle sue figlie. Vicky dovette tenere per sé le proprie sofferenze perché, all'infuori di suo marito, la famiglia non le diede alcun sostegno.

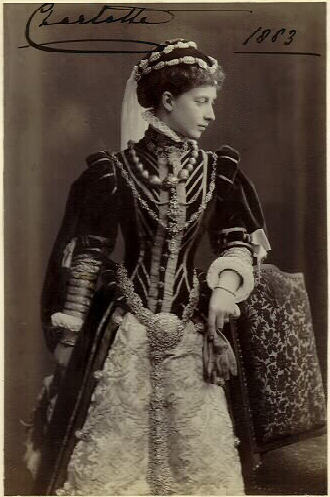
La principessa Carlotta di Prussia nel 1883.

Se i figli di Vicky furono fonte di preoccupazioni, le sue figlie le causarono meno problemi anche se Carlotta, la maggiore delle principesse, fu un'eccezione. Bambina dalla crescita lenta e difficile per l'insegnamento, durante l'infanzia ebbe regolarmente crisi nervose. Crescendo, la sua salute si rivelò delicata e si mostrò spesso capricciosa e di malumore. Oggi, differenti storici (tra cui John C. G. Röhl, Martin Warren et David Hunt) hanno avanzato l'ipotesi che Carlotta soffrisse di porfiria, come il suo bisnonno materno il re Giorgio III del Regno Unito. Ciò spiegherebbe i problemi intestinali e gastrici della principessa e anche le emicranie e i problemi di nervi. Gli stessi storici ritengono che i mal di testa e le eruzioni cutanee che Vicky si curò prendendo della morfina fossero l'origine della porfiria, ma in una versione più mite di quella che colpì Carlotta

#### Progetti matrimoniali
Mentre i figli crescevano, Vicky iniziò a creare dei progetti di matrimonio per trovare loro il miglior partito possibile. Nel 1878, Carlotta sposò l'erede al trono di Sassonia-Meiningen, e ciò rallegrò la corte. Ma, tre anni dopo, il progetto di Vicky di far accasare il suo primogenito con la principessa Augusta Vittoria di Schleswig-Holstein-Sonderbourg-Augustenbourg sollevò l'indignazione dei circoli conservatori tedeschi. Il cancelliere Bismarck rimproverò alla principessa di appartenere alla famiglia degli annessi ducati di Schleswig e di Holstein nel 1864. Quanto agli Hohenzollern, considerarono Augusta Vittoria indegna di sposare l'erede al trono di Prussia perché la sua famiglia mancava di prestigio. Dopo molti mesi di trattative, la Kronprinzess raggiunse il suo scopo, ma dovette presto constatare che Augusta Vittoria non aveva la personalità liberale che credeva.

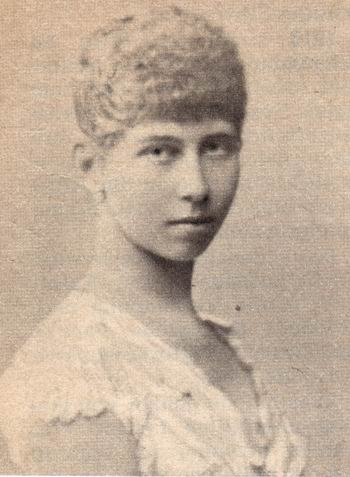
La principessa Vittoria di Prussia, seconda figlia di Vicky.

Vicky non ebbe però fortuna con i progetti matrimoniali che riguardarono sua figlia Vittoria. All'inizio degli anni 80, quest'ultima s'innamorò del principe Alessandro I di Bulgaria e la Kronprinzessin tentò di ottenere l'approvazione del Kaiser Guglielmo I per realizzare quest'unione. Malgrado il suo titolo prestigioso, il giovane uomo era nato da un matrimonio morganatico, cosa che lo poneva in una posizione d'inferiorità di fronte all'orgoglioso casato degli Hohenzollern. Soprattutto, la politica che Alessandro I dirigeva nel principato balcanico contrariava profondamente la Russia, alleata della Prussia. Bismarck credeva che un matrimonio tra una principessa tedesca e il nemico dello zar Alessandro II di Russia non portasse che a una rottura del trattato dei tre imperatori. Il cancelliere ottenne da parte del Kaiser l'opposizione a quest'unione.
Questo nuovo conflitto tra l'imperatore e il principe ereditario portò all'allontanamento di quest'ultimo e fu sostituito dal principe Guglielmo per i grandi eventi pubblici. Per molte volte, il nipote del Kaiser fu inviato al posto del padre per rappresentare la corte tedesca all'estero · .

### Problemi

Il monogramma personale di Vittoria come principessa reale inglese.

- In un'occasione Vittoria rischiò di morire bruciata a causa della crinolina del suo abito che aveva preso fuoco.
- Il 1863 fu un periodo di cambiamenti in Prussia. Era re Guglielmo I di Germania e suo figlio Federico (Fritz) era il principe ereditario. Il suo ministro Otto von Bismarck, autore di un'impetuosa scalata al potere, stava facendo acquisire alla Prussia una posizione di predominio che faceva vacillare lo status quo d'Europa. Vittoria era molto preoccupata, in quanto temeva che ben presto il Regno Unito e la Prussia si sarebbero scontrati. A corte la principessa inglese iniziò a essere malvista per le sue idee democratiche e lo stesso Bismarck non mancava di lamentarsi di lei. Il potente ministro era riuscito perfino a far scoppiare la guerra, nel 1870, tra Francia e Prussia sulla successione del vacante trono spagnolo. Vicky, nonostante avesse appena partorito, si dedicò all'organizzazione di un ospedale militare. Suo marito e il cognato Luigi, marito di sua sorella Alice, erano in guerra.

### Vedovanza
Federico III era affetto da tumore alla laringe. I medici curanti erano del parere di sottoporlo a un intervento di rimozione in cui le probabilità di decesso erano però molto alte. Inoltre, l'imperatore in carica aveva 90 anni e Guglielmo, il primogenito di Federico e Vittoria, aveva dato molti problemi ai genitori per via del carattere ingovernabile.
A fatica, nel marzo 1888, Federico successe al padre Guglielmo come Imperatore di Germania, ma le sue condizioni di salute erano già disperate: soltanto nel mese successivo (aprile 1888), era già incapace di camminare e spesso costretto a letto, tossiva di continuo espellendo grandi quantità di pus.
All'inizio di giugno, il cancro si estese e gli perforò l'esofago, impedendogli di cibarsi direttamente. Vomito e febbre alta non gli davano tregua ma rimase cosciente per scrivere un'ultima pagina del proprio diario datata 11 giugno: "Cosa mi sta succedendo? Io devo stare bene di nuovo; ho così tanto da fare!" Federico III morì a Potsdam alle 11:30 del 15 giugno 1888, dopo un regno durato appena 99 giorni. Gli successe il figlio Guglielmo II.
Sua suocera Vittoria, assai preoccupata per le sue condizioni e per la sorte della figlia, aveva deciso di raggiungerli a Berlino: Vicky era infatti preda dei molti nemici politici a corte e veniva maltrattata da suo figlio, l'erede al trono, col quale i rapporti non erano mai stati buoni.

### Morte
Anni dopo anche a Vicky venne diagnosticato un cancro al seno. Si spense ai primi di agosto del 1901, nel castello di Friedrichshof, pochi mesi dopo la madre Vittoria. Venne sepolta nel mausoleo reale a Potsdam.

## Discendenza
Dal matrimonio di Federico III di Germania e Vittoria nacquero otto figli, inclusi due che morirono durante l'adolescenza:
- Guglielmo II di Germania (1859-1941), re di Prussia e Kaiser tedesco, che sposò, in prime nozze, la principessa Augusta Vittoria di Schleswig-Holstein-Sonderbourg-Augustenbourg (1858-1921), prima di risposarsi con la principessa Hermine Reuss zu Greiz (1887-1947);
- Carlotta di Prussia (1860-1919), principessa di Prussia e di Germania, che sposò il duca Bernardo III di Sassonia-Meiningen (1851-1928);
- Enrico di Prussia (1862-1929), principe di Prussia e di Germania, che sposò la principessa Irene d'Assia-Darmstadt (1866-1953);
- Sigismondo di Prussia (1864-1866), principe di Prussia;
- Vittoria di Prussia (1866-1929), principessa di Prussia e di Germania, che si unì, in prime nozze, al principe Adolfo di Schaumbourg-Lippe (1859-1917), reggente di Lippe, prima di sposare il rifugiato russo bianco Alexandre Zoubkoff (1901-1936);
- Valdemaro di Prussia (1868-1879), principe di Prussia e di Germania, morto bambino;
- Sofia di Prussia (1870-1932), principessa di Prussia e di Germania, che sposò il re dei Greci Costantino I di Grecia (1868-1923);
- Margherita di Prussia (1872-1954), principessa di Prussia e di Germania, che sposò il langravio Federico Carlo d'Assia-Kassel (1868-1940), effimero re di Finlandia nel 1918

## Ascendenza
|                                       |                             |                                                 | Genitori                                        |  |  | Nonni |  |  | Bisnonni                                        |  |  | Trisnonni                                     |  |
|                                       |                             |                                                 |                                                 |  |  |       |  |  | Francesco Federico di Sassonia-Coburgo-Saalfeld |  |  | Ernesto Federico di Sassonia-Coburgo-Saalfeld |  |
|                                       |                             |                                                 |                                                 |  |  |       |  |  | Francesco Federico di Sassonia-Coburgo-Saalfeld |  |  | Ernesto Federico di Sassonia-Coburgo-Saalfeld |  |
|                                       |                             | Sofia Antonia di Brunswick-Wolfenbüttel         |                                                 |  |  |       |  |  | Francesco Federico di Sassonia-Coburgo-Saalfeld |  |  |                                               |  |
| Ernesto I di Sassonia-Coburgo-Gotha   |                             |                                                 |                                                 |  |  |       |  |  | Francesco Federico di Sassonia-Coburgo-Saalfeld |  |  |                                               |  |
|                                       |                             | Augusta di Reuss-Ebersdorf                      | Enrico XXIV di Reuss-Ebersdorf                  |  |  |       |  |  |                                                 |  |  |                                               |  |
|                                       |                             | Augusta di Reuss-Ebersdorf                      | Enrico XXIV di Reuss-Ebersdorf                  |  |  |       |  |  |                                                 |  |  |                                               |  |
|                                       |                             | Augusta di Reuss-Ebersdorf                      | Carolina Ernestina di Erbach-Schönberg          |  |  |       |  |  |                                                 |  |  |                                               |  |
| Alberto di Sassonia-Coburgo-Gotha     |                             | Augusta di Reuss-Ebersdorf                      |                                                 |  |  |       |  |  |                                                 |  |  |                                               |  |
|                                       |                             | Augusto di Sassonia-Gotha-Altenburg             | Ernesto II di Sassonia-Gotha-Altenburg          |  |  |       |  |  |                                                 |  |  |                                               |  |
|                                       |                             | Augusto di Sassonia-Gotha-Altenburg             | Ernesto II di Sassonia-Gotha-Altenburg          |  |  |       |  |  |                                                 |  |  |                                               |  |
|                                       |                             | Augusto di Sassonia-Gotha-Altenburg             | Carlotta di Sassonia-Meiningen                  |  |  |       |  |  |                                                 |  |  |                                               |  |
| Luisa di Sassonia-Gotha-Altenburg     |                             | Augusto di Sassonia-Gotha-Altenburg             |                                                 |  |  |       |  |  |                                                 |  |  |                                               |  |
|                                       |                             | Luisa Carlotta di Meclemburgo-Schwerin          | Federico Francesco I di Meclemburgo-Schwerin    |  |  |       |  |  |                                                 |  |  |                                               |  |
|                                       |                             | Luisa Carlotta di Meclemburgo-Schwerin          | Federico Francesco I di Meclemburgo-Schwerin    |  |  |       |  |  |                                                 |  |  |                                               |  |
|                                       |                             | Luisa Carlotta di Meclemburgo-Schwerin          | Luisa di Sassonia-Gotha-Altenburg               |  |  |       |  |  |                                                 |  |  |                                               |  |
| Vittoria di Sassonia-Coburgo-Gotha    |                             | Luisa Carlotta di Meclemburgo-Schwerin          |                                                 |  |  |       |  |  |                                                 |  |  |                                               |  |
|                                       | Giorgio III del Regno Unito | Federico di Hannover                            |                                                 |  |  |       |  |  |                                                 |  |  |                                               |  |
|                                       | Giorgio III del Regno Unito | Federico di Hannover                            |                                                 |  |  |       |  |  |                                                 |  |  |                                               |  |
|                                       | Giorgio III del Regno Unito | Augusta di Sassonia-Gotha-Altenburg             |                                                 |  |  |       |  |  |                                                 |  |  |                                               |  |
| Edoardo Augusto di Hannover           | Giorgio III del Regno Unito |                                                 |                                                 |  |  |       |  |  |                                                 |  |  |                                               |  |
|                                       |                             | Carlotta di Meclemburgo-Strelitz                | Carlo Ludovico Federico di Meclemburgo-Strelitz |  |  |       |  |  |                                                 |  |  |                                               |  |
|                                       |                             | Carlotta di Meclemburgo-Strelitz                | Carlo Ludovico Federico di Meclemburgo-Strelitz |  |  |       |  |  |                                                 |  |  |                                               |  |
|                                       |                             | Carlotta di Meclemburgo-Strelitz                | Elisabetta Albertina di Sassonia-Hildburghausen |  |  |       |  |  |                                                 |  |  |                                               |  |
| Vittoria del Regno Unito              |                             | Carlotta di Meclemburgo-Strelitz                |                                                 |  |  |       |  |  |                                                 |  |  |                                               |  |
|                                       |                             | Francesco Federico di Sassonia-Coburgo-Saalfeld | Ernesto Federico di Sassonia-Coburgo-Saalfeld   |  |  |       |  |  |                                                 |  |  |                                               |  |
|                                       |                             | Francesco Federico di Sassonia-Coburgo-Saalfeld | Ernesto Federico di Sassonia-Coburgo-Saalfeld   |  |  |       |  |  |                                                 |  |  |                                               |  |
|                                       |                             | Francesco Federico di Sassonia-Coburgo-Saalfeld | Sofia Antonia di Brunswick-Wolfenbüttel         |  |  |       |  |  |                                                 |  |  |                                               |  |
| Vittoria di Sassonia-Coburgo-Saalfeld |                             | Francesco Federico di Sassonia-Coburgo-Saalfeld |                                                 |  |  |       |  |  |                                                 |  |  |                                               |  |
|                                       |                             | Augusta di Reuss-Ebersdorf                      | Enrico XXIV di Reuss-Ebersdorf                  |  |  |       |  |  |                                                 |  |  |                                               |  |
|                                       |                             | Augusta di Reuss-Ebersdorf                      | Enrico XXIV di Reuss-Ebersdorf                  |  |  |       |  |  |                                                 |  |  |                                               |  |
|                                       |                             | Augusta di Reuss-Ebersdorf                      | Carolina Ernestina di Erbach-Schönberg          |  |  |       |  |  |                                                 |  |  |                                               |  |
|                                       |                             | Augusta di Reuss-Ebersdorf                      |                                                 |  |  |       |  |  |                                                 |  |  |                                               |  |